# Historia de Monterrey
Los antecedentes históricos de la ciudad de Monterrey y del Estado de Nuevo León están estrechamente ligadas. Cuando se fundó el Nuevo Reino de León, este se limitaba a Monterrey, desde el día 20 de septiembre de 1596, Monclova, Cerralvo y Saltillo y las familias fundadoras formaban un grupo de una treintena de personas en cada localidad. Poco a poco, Nuevo León se fue poblando con las familias de pastores trashumante de origen criollo que combatieron y desplazaron a los grupos indígenas nativos de la región y más tarde dependieron entre México y Estados Unidos, la ciudad quedó a un paso de la frontera y comenzó a ser un lugar estratégico para la industria y el comercio entre los dos países. La que había estado aislada por la Sierra Madre Oriental y alejada del centro de la Nueva España y el México independiente, comenzó a desarrollarse —desde finales del siglo XIX y durante todo el siglo XX— en todos los sentidos: demográfico, social, político y económico.

## Primeros pobladores

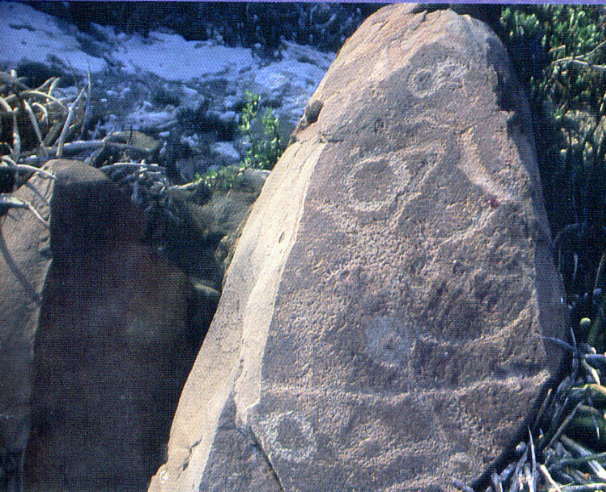
Petroglifo en Boca de Potrerillos Municipio de Mina N.L.

Los primeros pobladores fueron los chichimecas. Investigaciones actuales han demostrado una cultura de doce mil años de antigüedad.

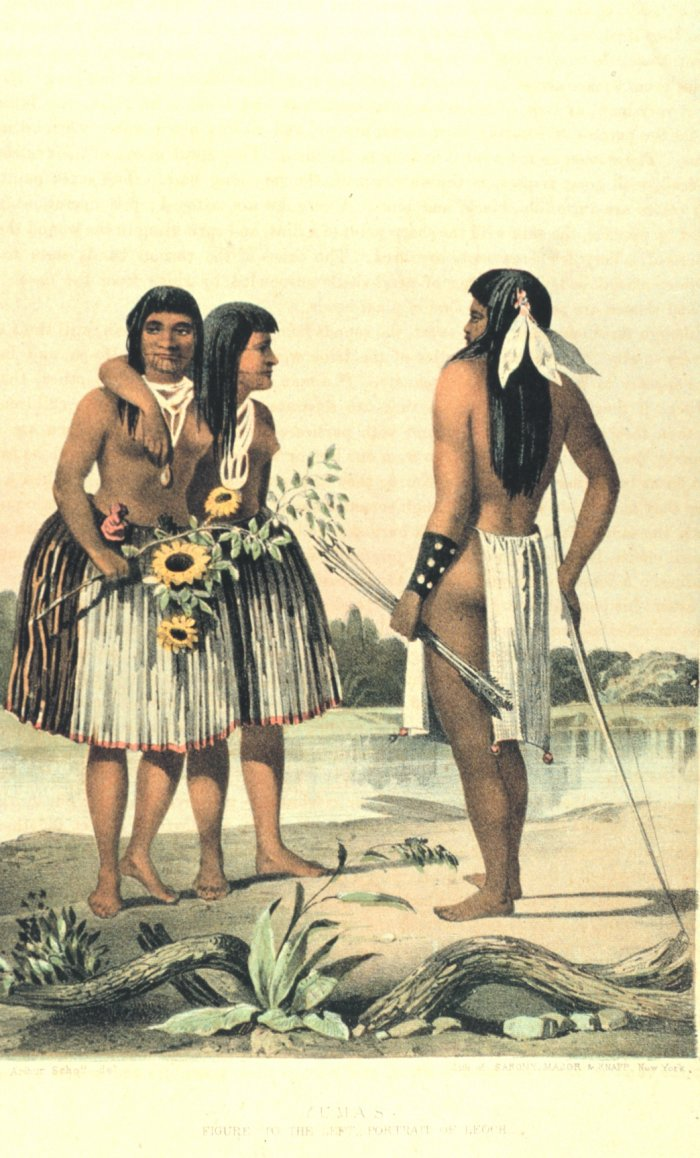
Nativos Yumas del reporte de William H. Emory. Washington 1857.

Muchas veces se les ha calificado sencillamente de chichimecas o etnias de la Norteamérica desértica, para diferenciarlos de los ricos y grandes grupos culturales de Mesoamérica: mayas, olmecas, zapotecas, etc. Se dice que eran nómadas o seminómadas, pero no andaban sin rumbo fijo, sino que obedecían a patrones regulares de movimiento dentro de territorios reconocidos; lo que los antropólogos denominan nomadismo territorial. Lo cierto es que no crearon grandes complejos urbanísticos como los del centro de México y, el esplendor de estos últimos lanzó una sombra que opacó su estudio por mucho tiempo. Los colonizadores españoles los llamaron convencionalmente conforme al uso de sus tatuajes y los "bautizaron" con los nombres de borrados, rayados, pelones, barretados, etc. Los especialistas han diferenciado varios núcleos lingüísticos entre las tribus que poblaron la región, pero no han logrado tener un criterio uniforme, colocándolos en la familia de los athapascana, los hokana o los macro-yuma, subgrupo de los coahuilteco-karankawa. A los que habitaban la región de lo que hoy es la ciudad se les ha dado el nombre de 32 «aguaceros» y «malincheños».
Vivían en las cuevas y barrancos de los ríos. En las que dejaron vestigios de su paso en pinturas y grabados rupestres, piezas mobiliarias que podrían ser amuletos usados en ritos de fertilidad o iniciación de la pubertad, morteros, piedras ahuecadas y puntas de lanza de todo tipo que van desde las que datan de milenios —como las encontradas en el municipio de Ramones con más de 11,000 mil años de antigüedad— hasta las usadas por las tribus de comanches entrado el siglo XIX. La densidad de desechos domésticos prehistóricos encontrados en el área confirman que existió una población relativamente grande por lo menos en forma estacional. Pruebas de radiocarbono colocan la ocupación más temprana en Boca de Potrerillos hace unos 8000 años.
Entre 1960-1967, un grupo de arqueólogos de la Universidad de Texas, en Austin, encabezado por Jeremiah F. Epstein, emprendió un amplio programa de investigación en toda el área.
Existe además un museo arqueológico en el municipio de Mina y otro en Linares creado por Pablo Salce. La INAH planea abrir a finales del 2008 una sección en la zona arqueológica de Boca de Potrerillos denominada El Promontorio. En ella podrán ser observados más de 700 petrograbados e imágenes, que llegan a alcanzar 10 mil años de antigüedad.

## Fundación de la Ciudad de Monterrey

### Primer asentamiento llamado Santa Lucía (1577).
En la exploración hacia el noreste de la Nueva España, el capitán Alberto del Canto, comisionado por el gobernador de Nueva Vizcaya, Martín López de Ibarra, llevó a cabo una serie de fundaciones en 1577 que evidencian su notable dinamismo como explorador. En marzo estableció las minas de San Gregorio (actual Cerralvo), en mayo las Minas de la Trinidad (hoy Monclova), y en junio fundó la Villa de Santiago del Saltillo (actual Saltillo).
Finalmente, el 13 de diciembre de 1577, día de Santa Lucía de Siracusa, del Canto llegó a un valle al que llamó Extremadura y, junto a un manantial en la ribera sur del río Santa Catarina, fundó la Villa de Santa Lucía, considerada. La ubicación precisa del manantial fundacional es motivo de debate. Algunas fuentes lo sitúan en los ojos de agua de Santa Lucía, posiblemente en la actual Fuente de Monterrey, mientras que otras lo ubican en el lugar del obelisco de Juan Ignacio Ramón o en el Templo del Sagrado Corazón sobre la calle Zaragoza. Hoy en día, el Paseo Santa Lucía conmemora esta primera fundación. Alberto del Canto también nombró al Cerro de la Silla, icono de esta primera fundación.

### Segundo asentamiento: «Villa de San Luis Rey de Francia» (1582)
En 1567 a bordo de un navío de vinos llegó a la Nueva España el portugués y de familia de cristianos nuevos, Luis de Carvajal y de la Cueva. Siendo alcalde de Tampico le fue encomendada la «pacificación» de la Huasteca y participó en diversas campañas de exploración. Una de las más importantes, fue la que hizo con Francisco de Puga Valles y Zacatecas, en la que se descubrió el camino a Mazapil y la Nueva Galicia en 1573.
Los reyes de España no seguían auspiciando con sus fondos empresas de descubrimiento, pero permitían que se hicieran por cuenta de los conquistadores. Carvajal viajó a España y negoció con Felipe II de España un contrato en el que le fue concedida la pacificación y población de un vasto territorio de "200 leguas tierra adentro" —unos 1,000 km.—.
Este contrato o capitulación está firmado el 31 de mayo de 1579 y facultaba a Carvajal para actuar: 

desde el puerto de Tampico río de Pánuco y las minas del Mazapil hasta los límites de la Nueva Galicia y de allí al norte lo que está por descubrir de una mar a otra, conque no exceda de doscientas leguas de latitud por otras doscientas de longitud, que se llame e intitule Nuevo Reino de León.

En 1580 los hombres de Carvajal a bordo de la urca Santa Catarina se unieron a la flota en la que viajaría también el virrey Lorenzo Suárez de Mendoza, conde de La Coruña. Una vez en Veracrúz, el grupo de Carvajal siguió por su cuenta hasta el puerto de Tampico a donde arribó el 25 de agosto.
Carvajal de inmediato se ocupó de su compromiso. Pasó largas temporadas en Tamapache, Temptela, Xalpa y Sichú y fundó el 12 de abril de 1582 la ciudad de León —hoy Cerralvo— y a media legua de esta fundó otra población que llamó Villa de Cueva. Este mismo año, en la antigua Santa Lucía, Carvajal fundó la Villa de San Luis Rey de Francia. Según un cronista, en estos lugares llegó a haber hasta 200 hombres que emprendían la captura de indios logrando con ello atraer a más soldados a los poblados.
Para poder gobernar tan vastos territorios, hacia 1585 Carvajal nombró tres tenientes: Felipe de Nuño para la zona del Pánuco, Gaspar Castaño de Sosa para el noreste y Diego de Montemayor para el centro, de Santa Lucía hasta la Laguna. Por aquella época, el conde de la Coruña comenzó un proceso contra Carvajal acusándolo de invadir territorios que no le correspondían. Carvajal pidió amparo y le fue concedido por medio de Pedro de Vega, procurador de la Real Audiencia el 18 de enero de 1582. El resentimiento del Virrey se transformó en una lucha sin cuartel contra Carvajal quien ya no pudo continuar con su gobierno.
Mientras Carvajal se encontraba en México, su sobrino, Luis de Carvajal el Mozo, se hacía cargo de las funciones de gobernador. Pero surgieron entonces enfrentamientos violentos entre indios y conquistadores que dieron como resultado la despoblación de la Villa de San Luis. Semejantes suertes corrieron la ciudad de León y la villa de Cueva. Finalmente Diego de Montemayor decide él también abandonar su territorio. Él y los escasos vecinos que quedaban, se reunieron en San Francisco (Apodaca) para, de allí, partir hacia Saltillo.
Por su parte hacia 1588 Luis de Carvajal logró salir en libertad y emprendió la tarea de repoblar las minas de Trinidad a las que llamó Nuevo Almadén —Monclova— y otorgó a Diego de Montemayor el nombramiento de lugarteniente del gobernador de Coahuila con jurisdicción sobre Santa Lucía, hasta las Parras y desde el Río Grande hasta la Laguna. Y con este nombramiento el encargo de repoblar la ciudad de León y quien lo quisiera, también las Parras. Pero los problemas de Carvajal no habían terminado.
Eran tiempos en los que religión y gobierno eran, se puede decir, una misma cosa. Ya pesaba la acusación en contra de Carvajal de invadir territorio ajeno, a esta se le sumaba ahora la de encubrir a su sobrina Isabel Rodríguez de Andara, en cuestiones de doctrina cristiana. Tenía en su contra ya el pertenecer a una familia de cristianos nuevos y termina siendo excomulgado. Fue arrestado por Alonso López y llevado nuevamente a México para ser juzgado por la Inquisición. Esta le retira la excomunión después de abjurar, pero lo sentencia al destierro por 6 años. Sentencia que no llegó a cumplir, pues poco tiempo después murió en prisión.
Gaspar de Sosa, quien había quedado como teniente de Carvajal en Almadén, abandonó el sitio y se fue a Nuevo México, hecho que le valió el destierro a la China donde murió. El Nuevo Reino de León se hallaba nuevamente despoblado.

### Ciudad Metropolitana de Nuestra Señora de Monterrey (20 de septiembre de 1596)

Mural mosaico de la fundación de Monterrey del Arquitecto Joaquín A. Mora. Obra de los 50. Se encuentra en la fuente Monterrey dentro de la Macroplaza.

A este Nuevo Reino de León le costaba sentar cabeza, los intentos anteriores de fundación habían fallado. Diego de Montemayor, quien había sido nombrado lugarteniente por Carvajal, vuelve al área después de ocho años de ausencia y funda la Ciudad Metropolitana de Nuestra Señora de Monterrey en el lugar en que estaba Santa Lucía y la fallida Villa de San Luis rey de Francia.
En el texto del acta de fundación, redactado por el escribano Diego Díaz de Berlanga, se advierte que Montemayor se ceñía en todo a las "Ordenanzas de Poblaciones Nuevas" promulgadas por Felipe II en 1573. Señaló a la ciudad por jurisdicción 

quince leguas hacia oriente y otras quince hacia poniente y de norte a sur lo mismo en cuadro. De ejido, o sea el campo común para todos los vecinos, le señaló una legua en redondo, conforme a la ordenanza número 43, y atento a que el presente no hay gente suficiente de españoles (...) hasta adelante Dios mediante haya más comodidad, sólo nombró a "Alonso de Barreda y a Pedro de Íñigo, por alcaldes ordinarios, y a Juan Pérez de los Ríos y Diego Díaz de Berlanga y Diego Maldonado, por regidores y a Diego de Montemayor (su hijo) por procurador general de este reyno y a Diego Díaz de Berlanga por escribano del cabildo.

A pesar de que el abandono del asentamiento, años antes, podría haber invalidado los nombramientos de Carvajal sobre Montemayor y con ello las prebendas que se pudieran tener, esto no sucedió. Años más tarde, el 11 de febrero de 1599, Montemayor fue nombrado por el mismo Virrey después de consultar a España, gobernador del Reino.

## Época Colonial

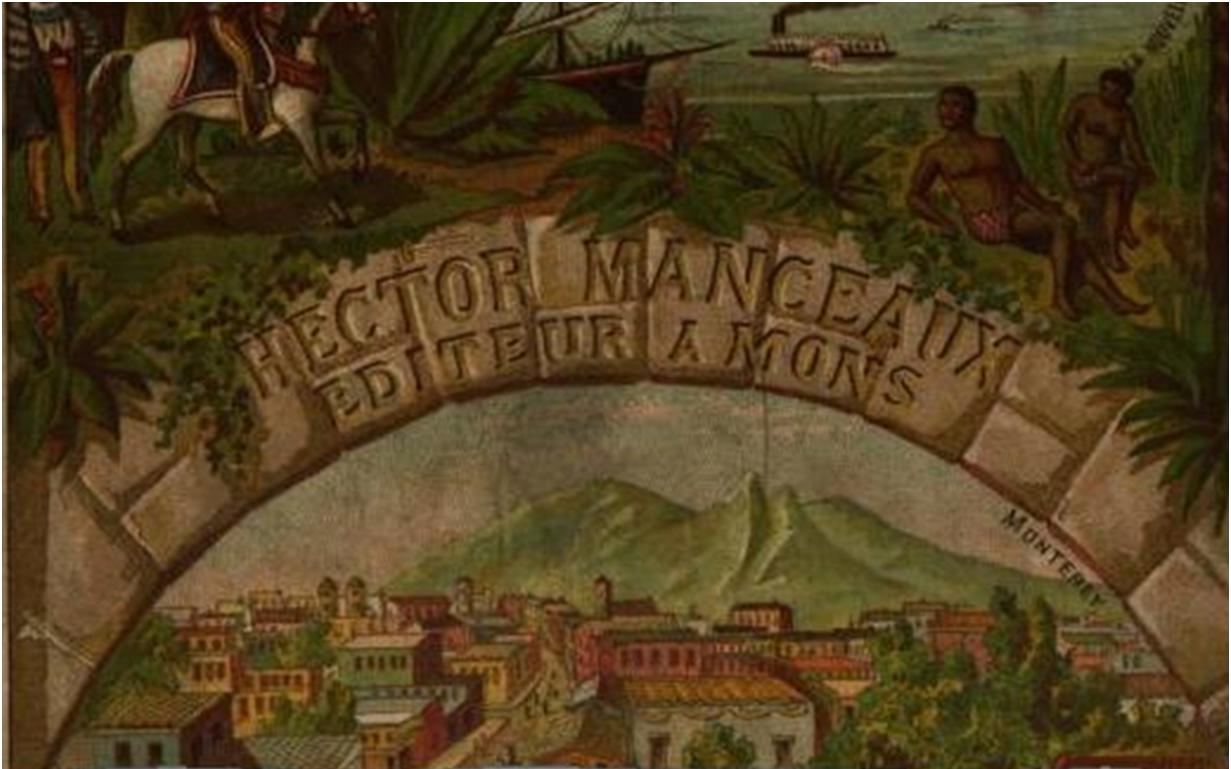
Monterrey. Imagen de 1889.

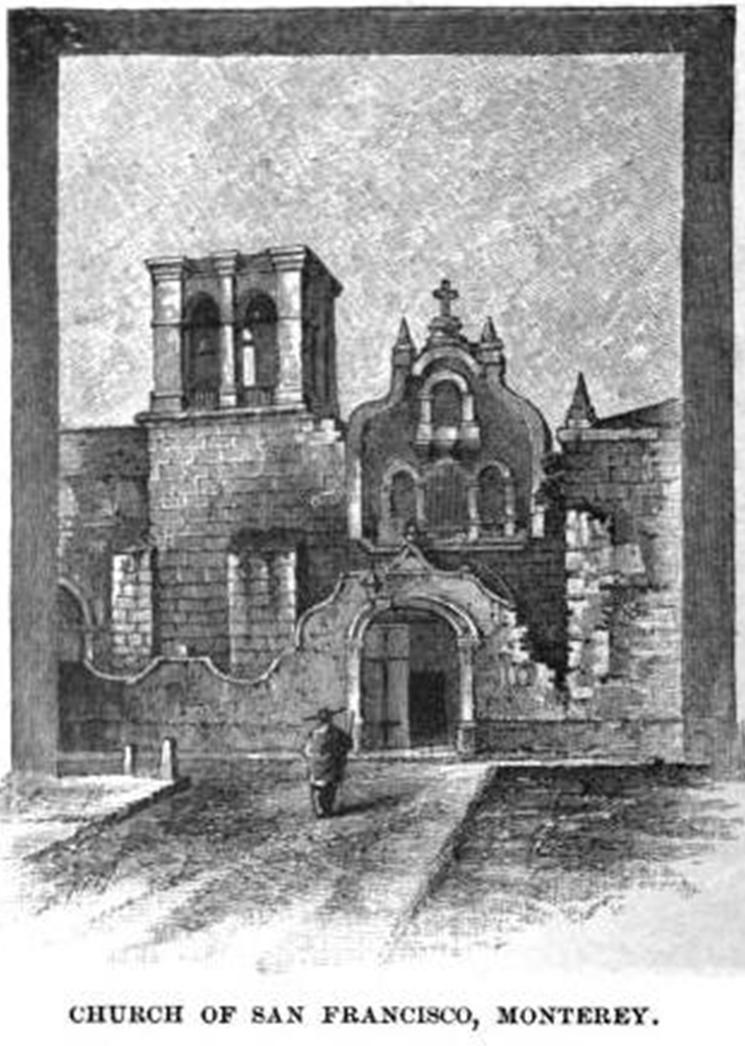
Convento franciscano de San Andrés. Grabado de 1887.

### SigloXVII

#### Primeros años
Pero este Reino era solamente eso en nombre. Los escasos primeros pobladores—alrededor de 34(sumados los niños)—debieron pasar muchas penurias, comiendo lampazos que les ofrecían los veneros de agua, criando algún ganado menor y cultivando la tierra. Sus casas eran de adobes y todo lo que fueron construyendo poco a poco se destruyó con las lluvias e inundaciones del 1611. A la muerte de Montemayor, su hijo Diego, le sustituyó en el cargo pero murió al año siguiente. El Virrey nombró teniente entonces al general Agustín de Zavala. Era un rico minero de Zacatecas y administró la ciudad mediante justicias mayores. Sucesivamente estos corregidores fueron Cristóbal de Irurrea, Diego Rodríguez y Alonso Lucas el Bueno. 
Después de las inundaciones de 1611 el pueblo comienza nuevamente a construir la ciudad, esta vez en un sitio un poco más alto (Plaza Zaragoza) lugar donde el general Zavala mantuvo, por más de 10 años un almacén de harina, semillas y otros bastimentos para repartirlos a las familias. Además sostuvo campañas de pacificación y estableció un destacamento militar a cargo de Hernando Huarte de la Concha.
Este pequeño reino, sin embargo, tenía ya un convento en 1602 bajo la advocación de San Andrés y después de las inundaciones de 1611 fue trasladado a su nuevo sitio en 1626 donde ya contaba con cementerio, pila torre y campanas. La labor de la iglesia aquí fue decisiva para la pacificación de los naturales que se encontraban en los alrededores: los bozalos en Matehuala, los gualaguises en San Cristóbal (Hualahuises), los janambres en San Antonio de los Llanos. Desde comienzos del siglo XVII se establecieron además de esas misiones, la de Santa María de los Ángeles del Río Blanco (Aramberri), la de Santa Teresa del Álamo (1659), la de San Nicolás de Gualeguas (1672) y otras en el norte del reino y sur de Texas. Se fundaron también los conventos de Nuestra Señora de la Concepción (en Cerralvo 1630) y el de San Lorenzo (en Cadereyta hacia 1640), etc.

### Encomiendas
Unos de los mecanismos de estructuración del gobierno colonial en el Nuevo Mundo fueron la encomienda y los repartos. Mediante órdenes reales se encomendaba a algún español el cuidado y cristianización de los indígenas (llamados naturales en esos días). Tal era la encomienda. Esto se hizo, no sin una fuerte oposición por parte de los nativos que, como era lógico, no tenían interés en ser sometidos y explotados. A quienes lograban huir, se les perseguía para después castigar a los cabecillas y venderlos como esclavos. A estos indios capturados se les llamaba «piezas». Son muchas las referencias que existen en los documentos de la época de abusos en contra de las leyes de la corona por parte, no solo de españoles, sino de caciques y otras autoridades indígenas. 
Por su parte, los misioneros, aunque formando parte de esta misma sociedad colonizadora, abogaban por los indios. Son muy elocuentes las cédulas que se guardan en el Archivo General de la Nación para aliviar la situación de los nativos:

Que se ordene la reducción y administración de los indios de Coahuila y Nuevo Reino de León (1675); Prohibiendo averiguar por indios a las puertas de la iglesia; Que se ponga remedio a la reducción de los indios del Nuevo Reino de León; que se averigüe lo maltratados que son los indios por los dueños de las haciendas, de las provincias de Río Verde, Tampico y Nuevo Reino de León (1689); Que se averigüen los excesos cometidos por los gobernadores de Coahuila y Nuevo Reino de León (1703); Encargando se cuide mucho la manutención y buen tratamiento de los naturales (1709).

Una cédula de 1672 ordena acabar con las encomiendas y reunir a los indígenas en pueblos o congregaciones (congregas) y allí repartirles tierras para que las trabajaran.

### Lostlaxcaltecas

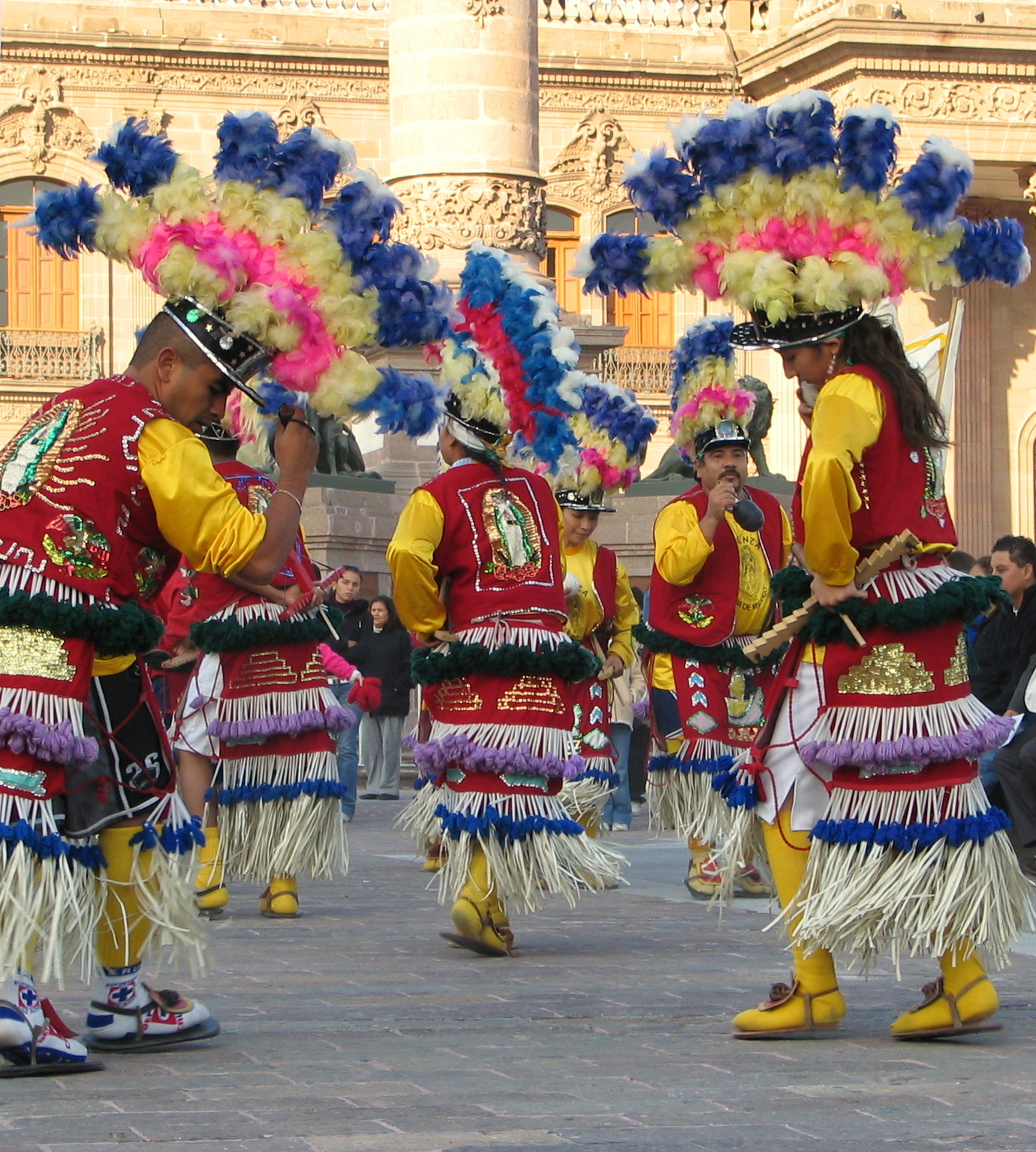
Procesiones de Matlachines danzando, costumbre regiomontana de origen tlaxcalteca.

Otro elemento que ayudó a la pacificación y al establecimiento de los pueblos en el Nuevo Reino de León fue la alianza de los españoles con los tlaxcaltecas que efectuó Hernán Cortés. Después, a lo largo de los siglo XVII y XVIII se fueron trasladando cientos de familias tlaxcaltecas a la región del norte de México. Enseñaban a los nativos (chichimecas) cuando se relacionaban pacíficamente, la agricultura y las labores artesanales. A los que pasaban al norte, se les concedían los mismos privilegios que a los españoles: recibir mercedes de tierras, usar armas, anteponer el Don al nombre, montar a caballo, etc.
En el siglo XVIII junto a Monterrey se estableció el pueblo de Guadalupe con las familias tlaxcaltecas que ya estaban en los pueblos de Purificación y Concepción (en Montemorelos).
La influencia tlaxcalteca ha estado presente en la cultura de Nuevo León a través del tiempo. El uso, en el idioma castellano, de términos procedentes del náhuatl, la forma de construir antiguos jacales, de hacer artesanías, etc. Más arraigada aún es la religiosidad indígena, manifiesta en: las devociones a la Virgen del Roble desde 1635 que tiene mucha semejanza a la devoción tlaxcalteca de la Virgen de Ocotlán; la devoción a la Purísima Concepción, fundada por la tlaxcalteca Antonia Teresa en 1719, después de que el Río Santa Catarina amenazara con desbordarse; y la devoción al Señor de la Expiración desde 1715, en el antes pueblo tlaxcalteca y ahora ciudad de Guadalupe en el área urbana de Monterrey.

### Haciendas y Pastores

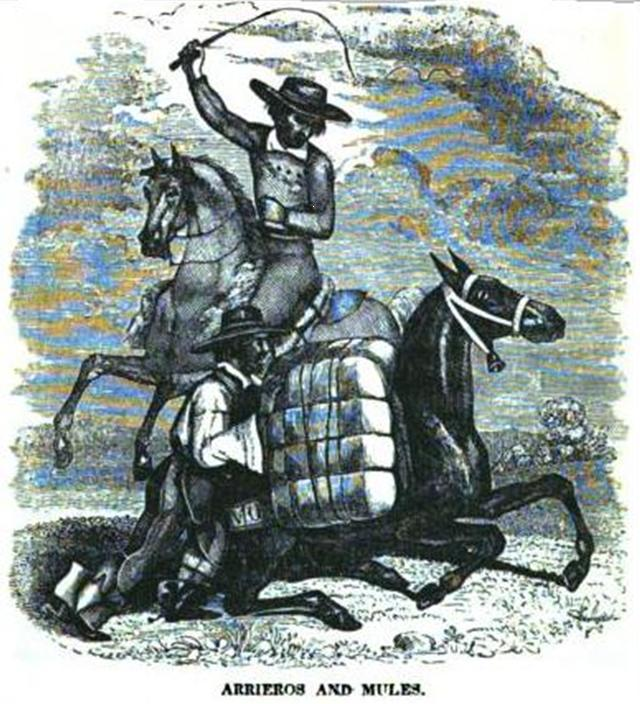
Escena de arrieros y mulas 1853. Esta actividad fue esencial en el desarrollo comercial de Monterrey durante los siglos, y la primera mitad del

A la vez que fueron «pacificados y cristianizados» los naturales y determinados los límites en los que estos podían vivir y trabajar, las autoridades repartieron grandes mercedes de tierra a particulares, especialmente mayordomos que antes debían alquilar los terrenos de pastoreo, pero también oidores de la Real Audiencia, oficiales reales y escribanos interesados. La fertilidad de la tierra, si no la existencia de yacimientos mineros, fue el aliciente, y pronto algunos comenzaron a hacer sus entradas con sus rebaños. Quizá uno de los primeros y principales fue el de Antonio Leal quien en 1635 decidió entrar con un rebaño de 30 mil ovejas procedente de Huichapan y ya para 1690 eran 22 las haciendas trashumantes. El flujo de pastores y rebaños procedentes de Huichapan, Lagos, Tepetitlán, San Luis Potosí y San José del Río se expandieron por todo el Nuevo Reino desarrollándose así la ganadería en diversos lugares de toda el área. Grandes haciendas aparecieron primero en Cadereyta y en lo que hoy es Apodaca, Pesquería, General Terán, China, General Bravo, en el Valle del Pilón, Montemorelos, y más tarde en Mier, Reynosa y Camargo.
La ganadería dio paso a un intercambio comercial en el área en la que aparecieron tiendas para abastecer a la población de semillas, trigo, frijol, arreos, caballos, etc. Pronto hizo surgir también la industria textil. Los pastores, no solo vendían lana en grandes cantidades a los telares de Querétaro, sino también a los nuevos obrajes de Cadereyta y del Valle de las Salinas dentro del Nuevo Reino. Estos talleres importaron maestros tejedores otomíes de Querétaro y Huichapan.
Otro campo en rápido desarrollo fue el de la talabartería. Durante los siglos XVI y XVII se enviaron grandes cantidades de cuero a España para el recubrimiento de las naves, este también se usó para fabricar petos en las corazas, cubos para cargar metales, etc.

### Señores feudales
Como en las demás regiones de la Nueva España, en el Nuevo Reino de León había una sociedad diferenciada entre señores hidalgos, soldados, mineros, etc. Cada uno de estos grupos sociales desempeñaba su rol particular. Entre las personalidades de rango se encontraban, por supuesto, los gobernadores y tenientes, pero, junto con ellos, las familias de los fundadores, cuyo poder aumentaba si además poseían grandes recursos o mercedes —grandes extensiones de tierra, indios, ganado, sirvientes, esclavos, etc.— concedidos por la Corona. Entre las personalidades más destacadas por sus posesiones, se encontraba en el siglo XVII a Bernabé de las Casas, poseedor de un inmenso latifundio que empezaba en el noreste de Monterrey y llegaba hasta los actuales límites de Colima. Subdivididas sus tierras entre sus herederos, dieron origen a las haciendas de San Francisco de las Cañas, el Pueblito, Chipinque y Nuestra Señora de Guía (o Eguía) que en el siglo XIX habrían de convertirse en las villas de Mina, Hidalgo, El Carmen y Abasolo, respectivamente.
La época virreinal de Monterrey se caracteriza por la constante lucha por el poder sobre las tierras. La gran mayoría de sus pobladores estaba en la milicia al servicio del Rey, se congregaban en la plaza principal llamada «plaza de armas» porque desde allí salían al combate y se reunían dos veces al año el 25 de julio y el 25 de noviembre.
La alcaldía de Monterrey, durante este tiempo, estaba dividida en valles. Los más antiguos fueron los de Santa Catarína, Pesquería Grande (García) y Santiago del Guajuco o Huajuco. Comprendía también otros sitios, que en el siglo XIX se convirtieron en municipios, como Topo de los Ayala (Escobedo), la Estancia de Pedro de la Garza (San Nicolás de los Garza), San Francisco (Apodaca), Espíritu Santo de la Pesquería Chica (Pesquería), y San Pedro de los Nogales (Garza García). «Guadalupe se consideraba comprendido en la ciudad, pero por ser pueblo de indios tenía un gobernador, un alcalde y dos o más regidores indígenas».
Durante la época virreinal, Monterrey dependía de la capital del Virreinato de la Nueva España y para lo religioso del obispado de Guadalajara. Se encontraba aislada por la geografía. La Sierra Madre, el desierto y los ríos impedían o retrasaban las comunicaciones entre Monterrey y las principales ciudades del virreinato. Los viajes hacia la Ciudad de México duraban alrededor de un mes. El general Alonso de León, al ser nombrado gobernador en 1683, refiere que salió de México el 30 de enero y llegó a Saltillo el 26 de febrero y entró a Monterrey el primero de marzo. Por su parte los obispos solo podían realizar sus visitas pastorales cada 10 o 20 años hasta la erección del obispado local en 1777.

### SigloXVIII

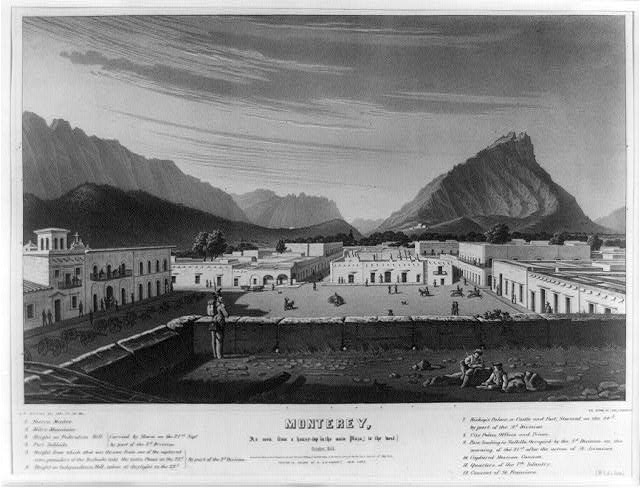
Plaza de Armas (Zaragoza) 1846.

Durante el siglo XVIII las familias de Monterrey y los habitantes de Nuevo León poblaron el norte fundando villas en Santander (Tamaulipas), Coahuila y Texas. A la cabeza del proyecto estaba José de Escandón, pariente del Virrey, quien había sido nombrado por este, lugarteniente por sus empresas en la Sierra Gorda. Las obras de población del área tuvieron sus pros y contras. Por una parte los ataques de los indios disminuyeron, pero junto con ellos, el territorio del estado también se redujo al crearse la Provincia de Texas y al ampliarse los límites de la Nueva Santander. Los habitantes de Monterrey también fueron menos. De 3,000 habitantes que había en 1746, solo quedaban 600 en 1754.
En 1702 Jerónimo López Prieto erigió un templo a San Francisco Javier, de la Compañía de Jesús, en la esquina noroeste de las actuales calles de Morelos y Escobedo, gestionó la apertura de un colegio anexo al templo, atendido por los oblatos. Este instituto quedó establecido en 1712 a cargo de los Jesuitas.

### Monterrey sede episcopal

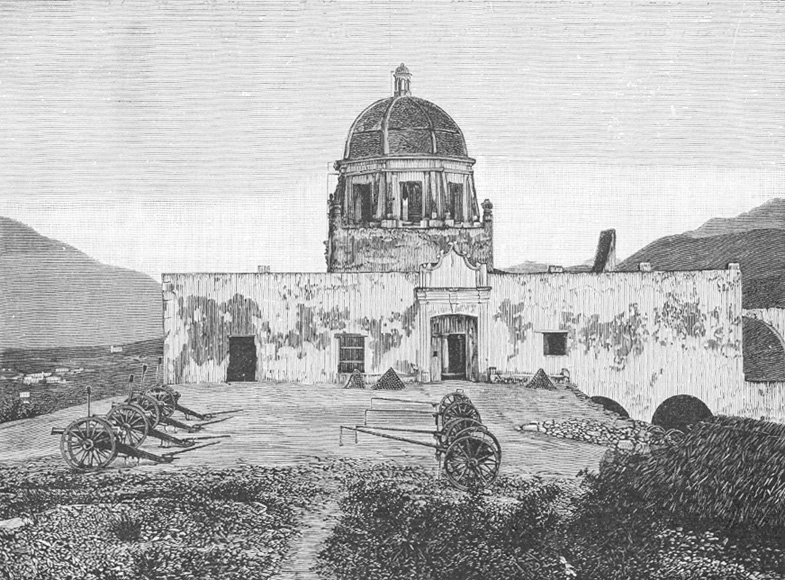
Antiguo Palacio Episcopal de Monterrey de 1787. Estampa de 1901.

Por las grandes distancias que debían recorrerse entre Guadalajara, México y Monterrey, las autoridades de Nuevo León, desde su fundación vieron conveniente la erección de un obispado para el servicio espiritual de los pobladores. El proyecto de una diócesis que abarcara los territorios de Nuevo León, Tamaulipas, Coahuila y Texas independientemente del obispo de Guadalajara, no se realizó sino hasta 1779, cuando llegó a Monterrey el primer obispo fray Antonio de Jesús Sacedón. Sin embargo este solo ejerció su cargo por un mes, pues enfermó y murió. Aunque la sede episcopal se había colocado en Linares y la diócesis se llamó de Linares hasta tiempo después, el obispo tomó posesión de ella en Monterrey y no en Linares.

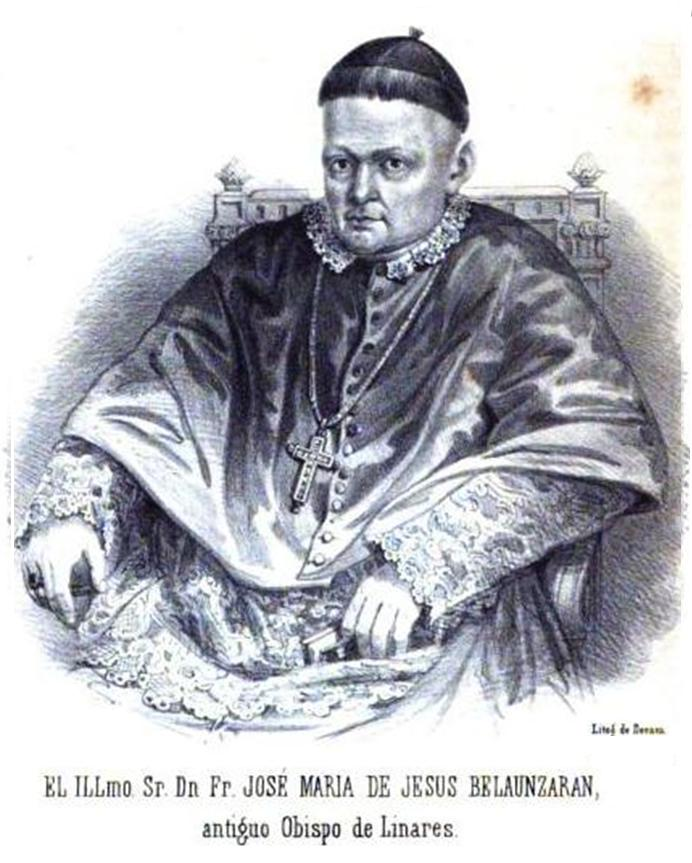
Mons. Belaunzarán (estampa de 1857).

El segundo obispo, Fray Rafael José Verger y Suau solicitó que la sede fuera en Monterrey y no en Saltillo o Múzquiz como quería el comandante de las provincias internas de aquella época Teodoro de Croix. Verger construyó su residencia —el actual edificio del obispado— en la Loma de la Chepevera y quería que la catedral estuviera en esa área. Esto no llegó a efectuarse. Por fin el rey dictó la orden para que se formase el cabildo eclesiástico con sede en Monterrey en 1789, y el 10 de noviembre de 1792, se establece como sede episcopal a la ciudad de Monterrey siendo obispo Andrés Ambrosio de Llanos y Valdés. Este trajo al arquitecto Juan Crouset en 1794 para realizar un proyecto de ampliación de la ciudad y construcción de la nueva catedral, pero quedó inconclusa por la oposición del gobernador.

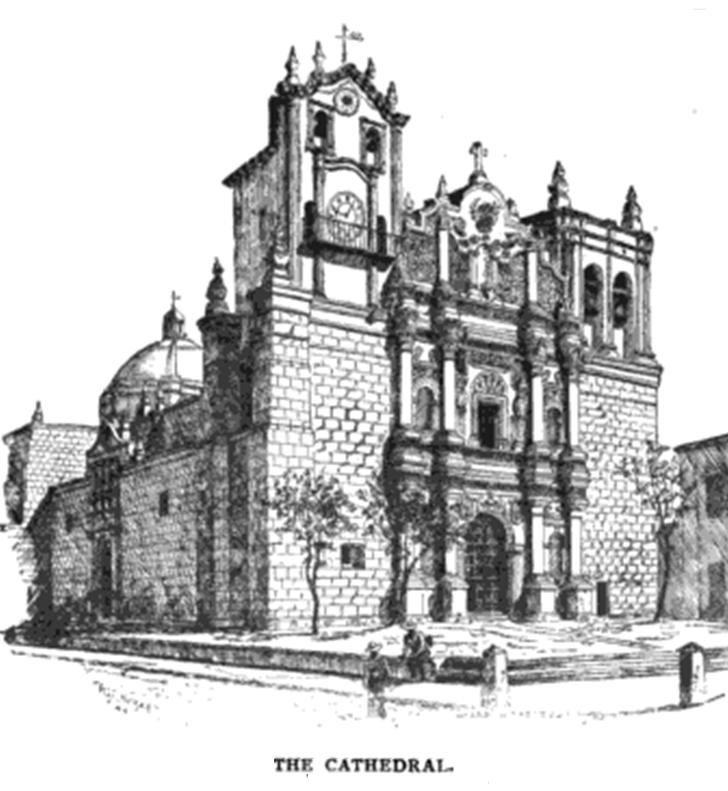
La catedral de Monterrey se comenzó a construir en 1626 como la primera parroquia. Después pasó a ser Catedral y fue consagrada en 1833 por Mons. Belaunzarán. El grabado es de 1884.

Sin una catedral, el obispo y el cabildo siguieron usando la antigua parroquia. Esta había sido erigida desde 1626 pero no estaba construida o era solo una estructura provisional. Hacia 1673 estaba ya construida totalmente pero se incendió. Hubo que comenzar de nuevo. En 1709 estaba nuevamente la estructura principal. A lo largo del siglo XVIII fue modificándose y adaptándose pare servir de catedral de la mitra. Estaría terminada hacia 1791. El obispo José María de Jesús Belaunzarán la consagró definitivamente como catedral el 4 de junio de 1833, y en 1891 fue concluida la torre. Ese mismo año Monterrey fue elevado a arzobispado, aunque ya no estaban en su jurisdicción Texas (desde su separación en 1873) ni el estado de Tamaulipas, que en Ciudad Victoria tenía su propia sede episcopal.
El obispo De Llanos y Valdés, además de querer ampliar la ciudad y construir la catedral a finales del siglo XVIII, fundó también el Colegio Seminario el 19 de diciembre de 1792. Esta institución juega un papel importante en la cultura de la época. Se trataba del polo al que convergían las mentes más brillantes de la época. Allí se exponían los avances científicos, la filosofía, la historia, etc. Una vez que se crea el estado de Nuevo León en 1824, el colegio se convierte en una institución semioficial en la que no solo se hacía la carrera eclesiástica, sino también derecho civil y canónico.

## México Independiente
Cuando la noticia de que Miguel Hidalgo se había levantado en armas en contra del poder español llegó a Monterrey, el gobernador de Nuevo León, Santa María, mandó al comandante Juan Ignacio Ramón hacia el sur para contener a los insurgentes que, junto con Hidalgo, habían comenzado el movimiento de independencia. Más que contener la insurgencia, Ramón se unió rápidamente al grupo insurgente encabezado por Mariano Jiménez. Santa María también terminó uniéndose al movimiento de independencia.
Desde Saltillo, Jiménez, envió a Monterrey a Juan Bautista Carrasco e Ignacio Camargo para controlar a las poblaciones norteñas y 26 de enero de 1811, él mismo llegó a Monterrey donde fue recibido con júbilo. Allí nombró gobernador a José Santiago Villareal y volvió a Saltillo al enterarse de la derrota de Hidalgo. Un grupo contrarrevolucionario formado en Texas termina fusilando a Santa María y Juan Ignacio Ramón. A la muerte de estos, se crea en Monterrey una Junta Gobernadora presidida por Blas José Gómez (1813). En la región se mantuvieron constantes guerrillas durante la época revolucionaria encabezadas por José Herrera, Pedro Baez Treviño, José María Sada y muchos otros insurgentes. El 3 de julio de 1821 Gaspar López, gobernador de Nuevo León, proclama la adhesión al Plan de Iguala y jura la Independencia en Monetrrey.

### Fray Servando Teresa de Mier

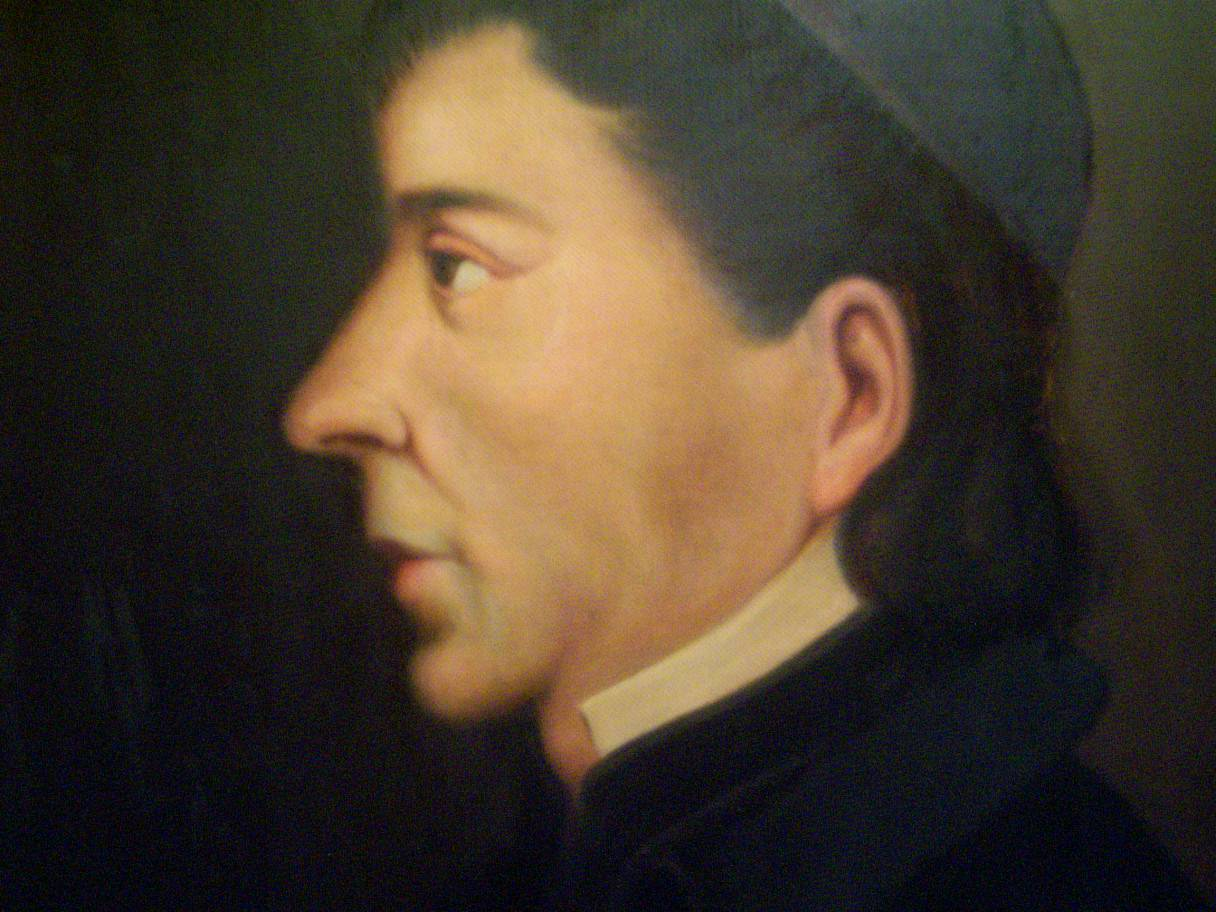
Retrato anónimo de Fray Servando Teresa de Mier de 1820.

De aquella época, la figura de mayor relieve es Fray Servando Teresa de Mier, nacido en Monterrey el 18 de octubre de 1763. fraile dominico y gran orador, de espíritu nacionalista e ideas antihispánicas. Decía que la tradición guadalupana era prehispánica que la imagen de la virgen no se había estampado en la capa de Juan Diego sino que aquella era la de Santo Tomás y que este había predicado en México bajo la forma de Quetzalcóatl. Todas estas ideas insurgentes le valieron el destierro, se le envió a España y se le quitó el derecho a predicar y el doctorado.
Escapa una y otra vez de sus aprehensores y apoya desde Londres la causa insurgente de Miguel Hidalgo. En Londres se relaciona con los agentes de la independencia de los países americanos, hace propaganda de la de México y escribe, en 1813, su Historia de la Revolución de la Nueva España. Cuando logra regresar a México por Texas, trae consigo una imprenta con la que continúa su propaganda en pro de la Independencia. Más tarde, la inquisición confisca la imprenta y captura al P. Mier, a quien, después de un largo proceso, decide devolverlo a España, pero Mier se escapa nuevamente en La Habana y, de allí, se dirige a Nueva Orleans en donde permanece hasta que se consuma la Independencia en 1821, año en el que regresa a México. Pero una vez allí se enfrenta a Iturbide. Lo censura por permitir su nombramiento como emperador. Y fue preso nuevamente por conspiración contra el imperio. Más tarde el Presidente Guadalupe Victoria, lo hospeda en el palacio de gobierno hasta su muerte el 27 de diciembre de 1827.

### Federalistas y Centralistas
Una vez independizada la Nueva España, se llevó a cabo la propuesta de Miguel Ramos Arizpe de crear en el nuevo país diputaciones provinciales, una de las 6 diputaciones se instaló en Monterrey. De ella dependían las cuatro Provincias Internas de Oriente: Nuevo León, Coahuila, Texas y Nuevo Santander (Tamaulipas). Y el Congreso General Constituyente declaró a Nuevo León un Estado de la Federación Mexicana el 1824. Pero la faena de organizar al país como independiente no iba a ser fácil. Pronto surgieron partidos federalistas y centralistas. En 1835 se disolvió la legislatura y los Estados se convirtieron en Departamentos. Aquellos eran tiempos revueltos para todo el país, se sucedían gobiernos de uno y otro partido. La historia de los Estados Mexicanos se ve marcada por enfrentamientos, guerras y revoluciones por los siguientes 70 años. En 1917 se redacta la Constitución que da forma constituyente al Estado de Nuevo León y que lo rige hasta hoy (2011).
Además de las luchas internas entre centralistas y federalistas, hay que agregar a la historia de Monterrey la guerra con los Estados Unidos en 1846 y la constante contienda entre colonizadores e indios desde la llegada de los españoles a la región en el siglo XVI, hasta el siglo XIX. Las tribus de indios (generalmente llamados apaches), desplazados por los colonizadores norteños de Texas, enfrentan guerras sangrientas con los habitantes de todo el Noreste de México. Este constante estado de vigilia y guerra en contra de los "apaches" marca el carácter de los pobladores fronterizos de Nuevo León.

### Batalla de Monterrey

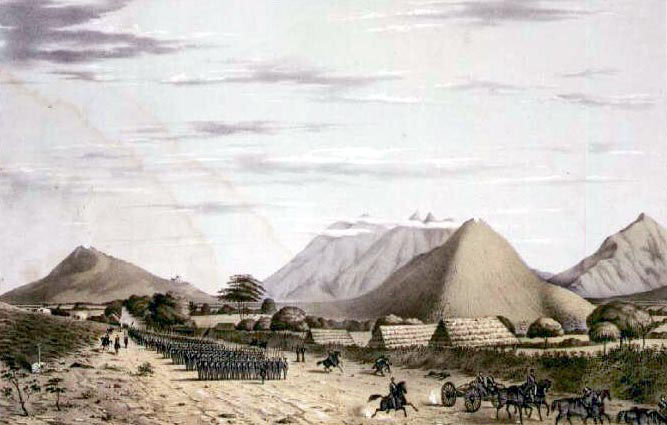
Ejército del General Worth marchando sobre Monterrey 1846.

Después de la independencia del país de la Corona Española y la fundación de la República Mexicana en 1821, los gobiernos de México y Estados Unidos se enfrentaron en una guerra, cuyo resultado fue la pérdida de más de la mitad del territorio nacional mexicano. En 23 de septiembre de 1846 el General William J. Worth sitió la ciudad y se libró una batalla entre los dos países desde el Cerro del Obispado hasta la Villa de Guadalupe, conocida como la batalla de Monterrey. Las tropas americanas permanecieron en el territorio mexicano hasta 1848 y la Intervención estadounidense en México finalizó con un tratado Guadalupe Hidalgo en el que las partes en conflicto acuerdan que Estados Unidos adquiere los territorios de Alta California y Nuevo México, así como el territorio que estaba entre el Río Nueces y el Río Bravo, reclamado por la  República de Texas.

### La lucha por el Poder – Santiago Vidaurri

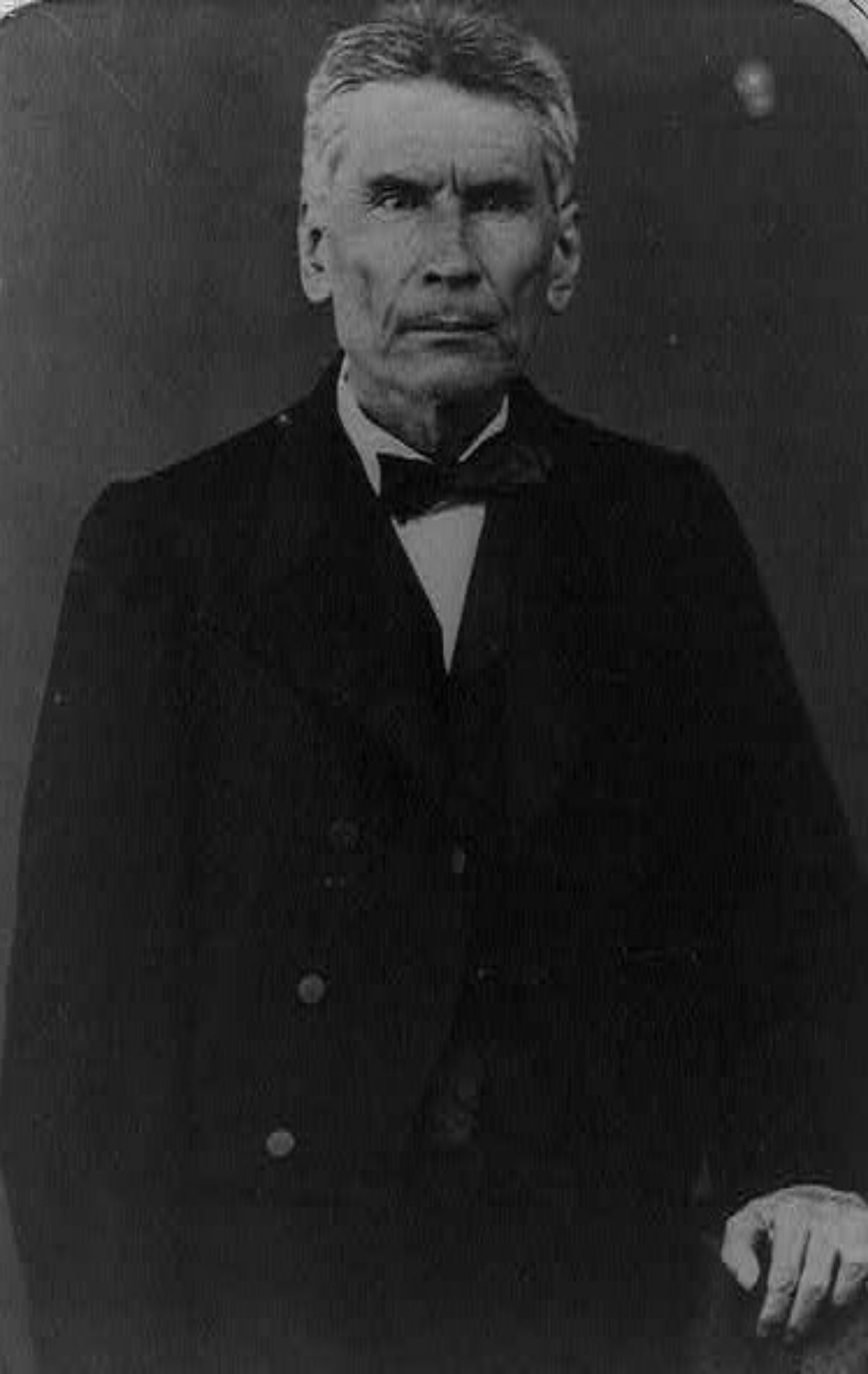
Santiago Vidaurri. 1808-1867. Gobernador de Nuevo León durante 1850 a 1867.

Después de los enfrentamientos de México y Estados Unidos, la lucha por el poder continuó no solo en la región sino en todo el país. Con el Plan de Ayutla de 1854, un grupo político en México se declaró en contra del régimen absolutista del general Santa Anna, y la casta política en Nuevo León apoyó tenazmente este Plan. Los líderes locales de esta oposición fueron principalmente Santiago Vidaurri y Juan Zuazua quienes, junto con Zaragoza y Escobedo, que juntos llevaron adelante un movimiento en contra de la dictadura santanista. Vidaurri se apoderó de la ciudad de Monterrey el 23 de mayo de 1855 y allí suscribió el Plan de Monterrey, que declaraba a Nuevo León autónomo. A este Plan se agregaron más tarde, Ignacio Zaragoza, Juan José de la Garza, José Silvestre Arramberri y Mariano Escobedo.
El propio Vidaurri enfrentó las fuerzas del general francés Adrián Woll (leal a Santa Ana y representando al gobierno central) y se apoderó de Saltillo en 22 de julio. Más tarde hizo que Coahuila se anexara a Nuevo León formando un único Estado. El gobierno de México no vio con buenos ojos esta unión y la anexión se sometió a votación. Los partidarios de la anexión ganaron y durante 8 años los dos estados fueron uno solo.
Por ese tiempo, el gobierno mexicano expidió la Ley Lerdo —que despojaba al clero de sus posesiones— y la constitución general de 1857. Estas fueron aplicadas rigurosamente en Monterrey por Vidaurri quien expulsó de la ciudad al obispo Francisco de P. Vera e intervino las fincas de los eclesiásticos.
Vidaurri fue sustituido como gobernador por José Arramberri en 1859. Después de las elecciones, Vidaurri fue nombrado nuevamente gobernador, pero esta vez, encontró la oposición de los congresistas al mando de Eugenio García. En 1864 es sustituido por órdenes del Presidente Benito Juárez por Jesús María Benítez y Pinillos.

### LaIntervención francesay la Presidencia en Monterrey
Hacia 1862 la situación en el país era desastrosa. El gobierno de Juárez dejó de pagar la deuda externa que había adquirido con España, Gran Bretaña y Francia. El incumplimiento de los pagos, según el gobierno, sería solo por dos años. Los gobiernos de España y Gran Bretaña aceptaron la tregua pero no así el gobierno de Napoleón III de Francia, quien además de exigir el pago de la deuda estaba inquieto por el auge y dominio que estaban adquiriendo los Estados Unidos y optó por la intervención. El gobierno de México se dividió entre quienes apoyaban una monarquía y nombraron, con el apoyo de Europa, a Maximiliano como emperador, y quienes apoyaban un gobierno federal, que tenía como presidente a Juárez. Durante este tiempo, como Juárez tuvo que salir de la Ciudad de México, la presidencia de la República se hizo itinerante. Primero estuvo en San Luis Potosí, después en Saltillo y, más tarde, en Monterrey. Las relaciones entre el gobierno de Juárez y el gobernador de Nuevo León, que entonces era Vidaurri, no fueron amistosas. En un primer momento, Juárez instaló la presidencia en Monterrey, dividió el estado en dos (Coahuila y Nuevo León) y desplazó a Vidaurri quien tuvo que huir hacia Texas. La presidencia de Juárez en Monterrey solamente duró cuatro meses. Durante estos años Monterrey fue disputada por imperialistas y republicanos, ocupándola unos y otros sucesivamente.

### El Colegio Civil

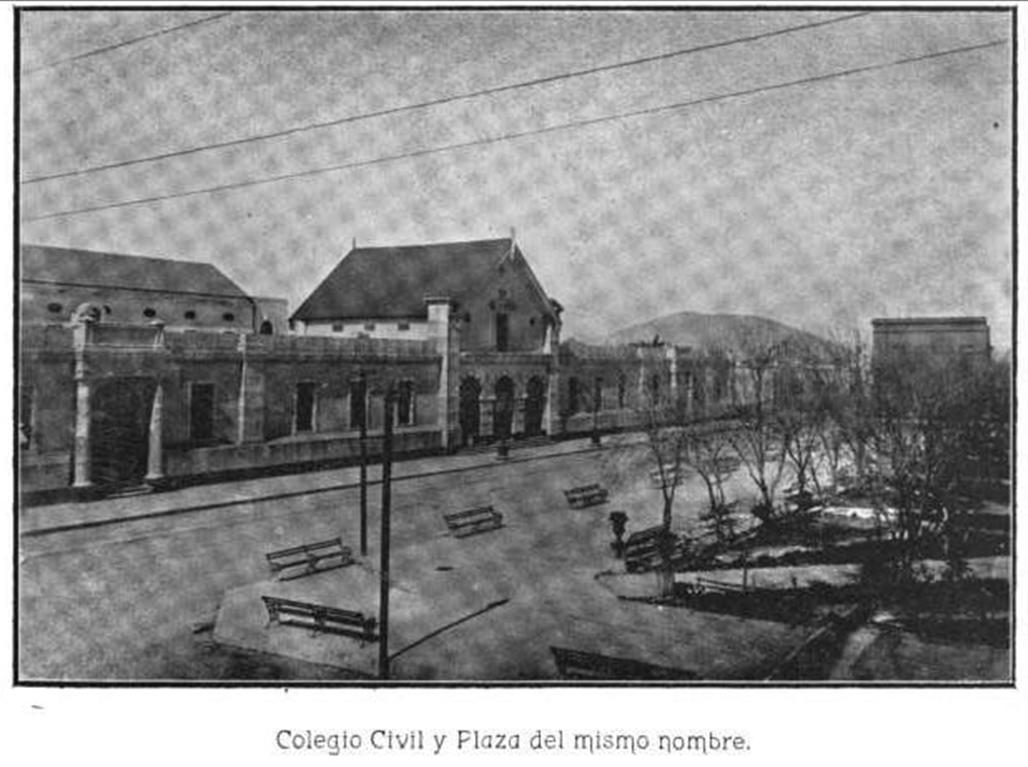
Edificio del Colegio Civil su construcción data de 1870. Desde entonces ha tenido varios usos y modificaciones en su estructura. Actualmente (2008) es el Centro Cultural Universitario.

Por aquella época las ideas liberales, las leyes de reforma y la revolución de Ayutla condujeron a los gobernantes de Monterrey a crear un Colegio Civil diferenciado del antiguo Colegio Seminario —de estudios eclesiásticos— que estuviera destinado a estudiantes seculares. Recordemos que por aquella época se habían intervenido los bienes de la Iglesia y ahora estos servían como edificios civiles. Aramberri ordenó la apertura del colegio y este inició las clases en 1859 en la residencia episcopal. Pero tampoco fue fácil la perseverancia en él. La continua lucha por el poder y la intervención francesa hacían que el colegio interrumpiera las clases o las impartiera irregularmente en sitios improvisados. En 1866 el gobierno republicano de Escobedo ordena la reapertura del Colegio y Jerónimo Treviño, por ese entonces gobernador del estado, lleva a cabo la reconstrucción y ampliación del hospital —que pertenecía también a la iglesia— para que allí se estableciera el Colegio Civil. El Colegio fue inaugurado el 5 de octubre de 1870. Un promotor muy destacado de la educación en este colegio fue el Dr. José Eleuterio González, quien fundó la escuela de Medicina y, en 1869, el Hospital Civil.

## Porfiriato

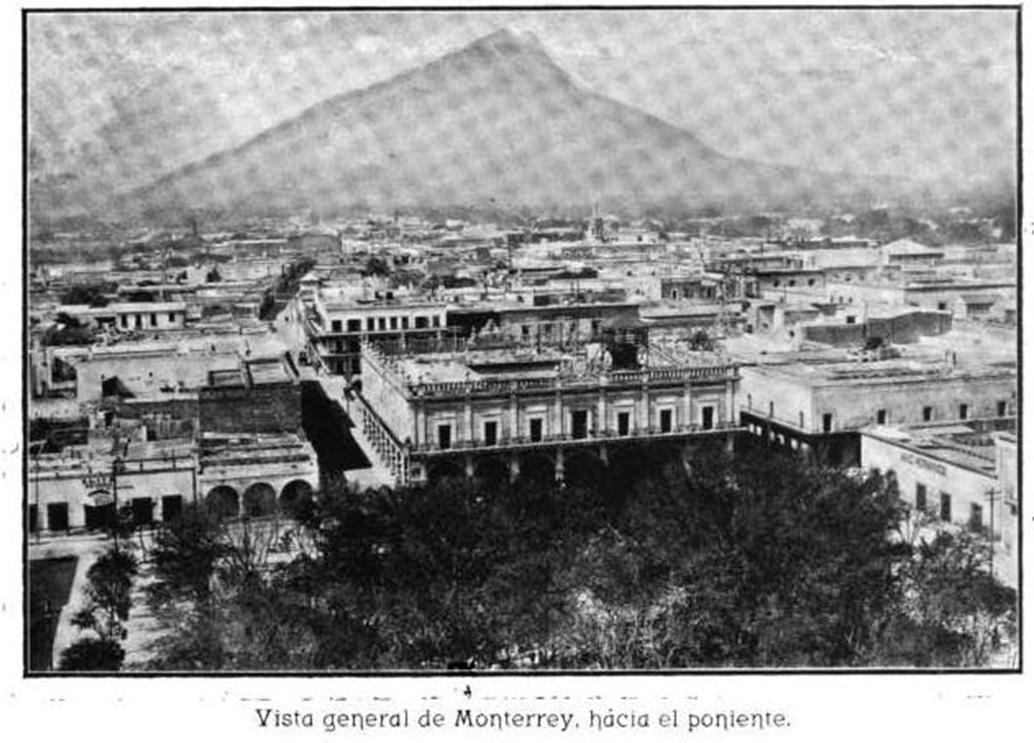
Vista de Monterrey hacia el oeste (1902).

Aunque se instauró nuevamente la república con la perpetuación de Juárez en el poder con comicios fraudulentos, los malestares y desacuerdos continuaron, de tal forma que Jerónimo Treviño, entonces gobernador del estado, desconoció la autoridad de Juárez y se unió a Porfirio Díaz para combatir al gobierno juarista. Las revueltas contra Juárez y Lerdo de Tejada concluyeron después la muerte del primero y el destierro del segundo. Quedaba el campo libre para que Porfirio Díaz asumiera su famosa presidencia de 3 décadas desde 1876.
Díaz envió a Nuevo León al General tapatío Bernardo Reyes, quien fue como jefe de armas a pacificar y mediar entre los bandos neoloneses que se encontraban a favor y los que estaban en contra de un gobierno centralista. La labor de Reyes fue efectiva pues la mayoría de los puestos de gobierno del estado fueron ocupados por centralistas. Y el 3 de diciembre de 1887, Reyes es nombrado gobernador provincial en sustitución de Genaro Garza García y su suplente Sepúlveda, que hasta ese momento se encontraban en rebeldía contra el poder federal.

### Bernardo Reyes

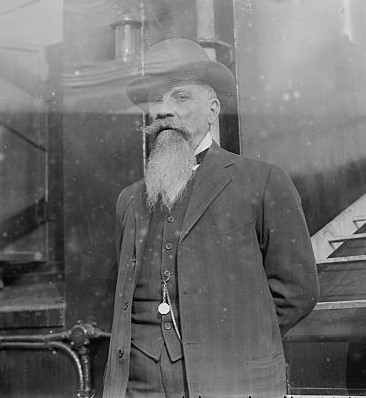
Bernardo Reyes (1909).

Con solo 35 años, Bernardo Reyes supo gobernar inteligentemente. Se ganó la confianza incluso de sus contrarios y sacó adelante la precaria economía en que se encontraba el estado. Colocó a José Eleuterio González al frente de una Junta de Mejoras Materiales que construyó la Penitenciaría del Estado (1887-1890) e hizo mejoras a la Plaza Zaragoza colocándole faroles y bancas. Se amplió el Palacio Municipal agregándole tres alas a la ya existente de 1853 y fue concluido en 1887. Se mejoró el Mercado Colón y se construyó un puente sobre el Río Santa Lucía sustituyendo el tronco de roble que servía de rústico cruce.

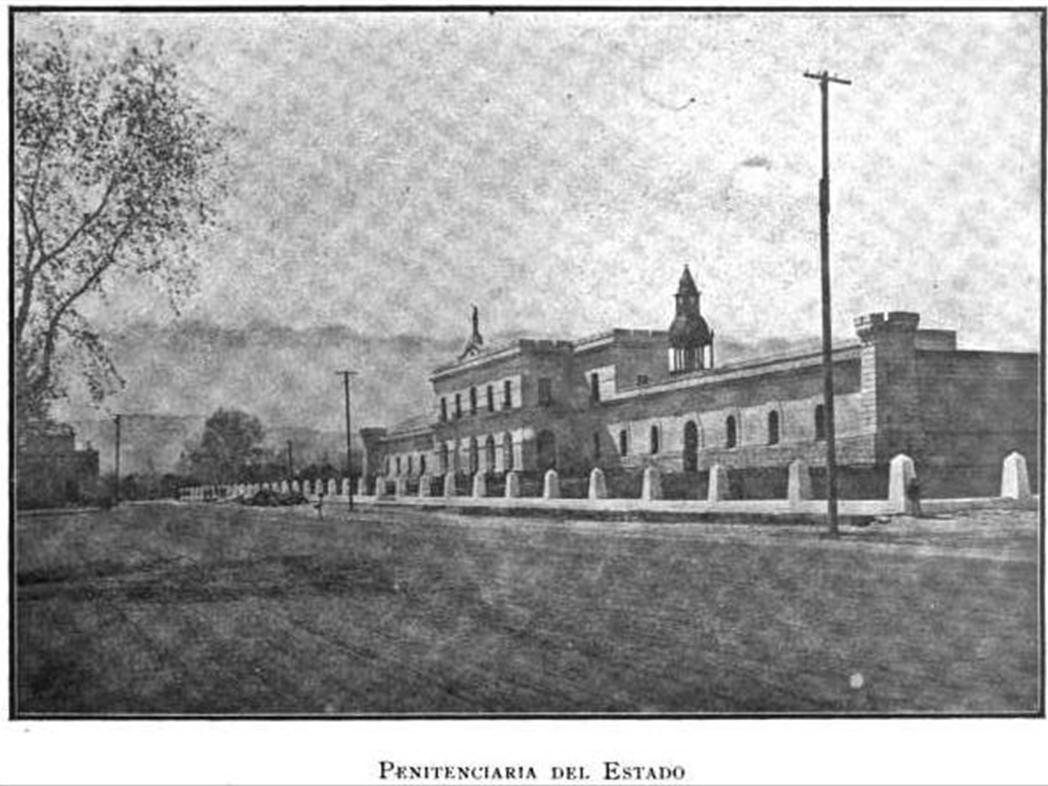
Penitenciaría del Estado (1890) Este edificio que se encontraba junto a la alameda actualmente no existe.

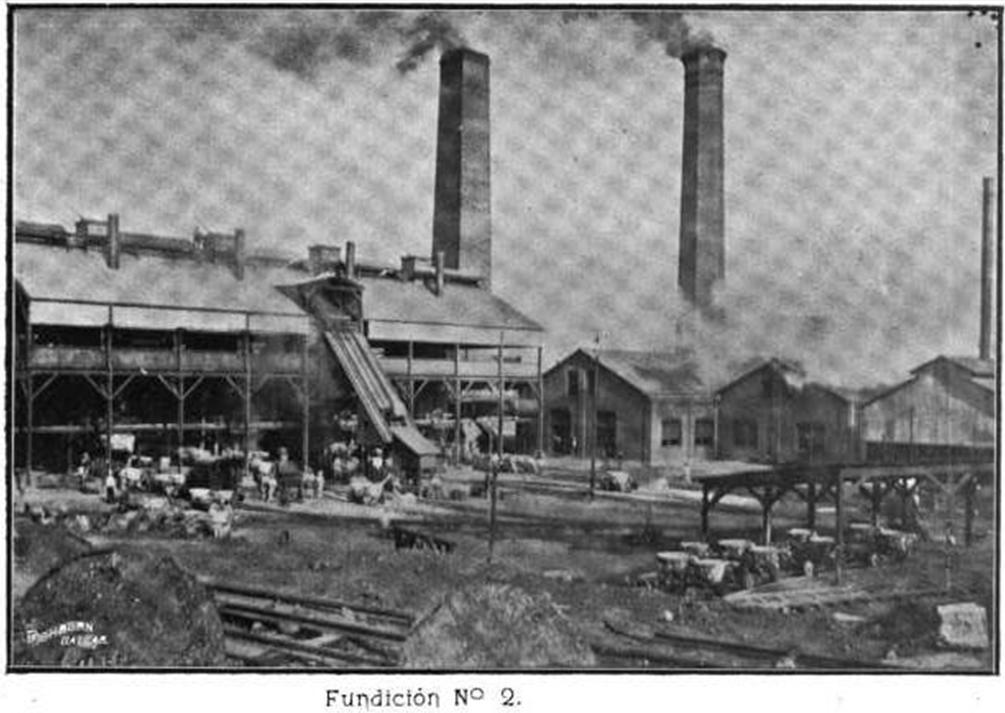
Fundidora de Acero de Monterrey (1900-1986) Actualmente (2008) Parque Fundidora.

A estas mejoras debe agregarse la reorganización de la escuela normal para profesores ya comenzada la década anterior por J. Eleuterio González.

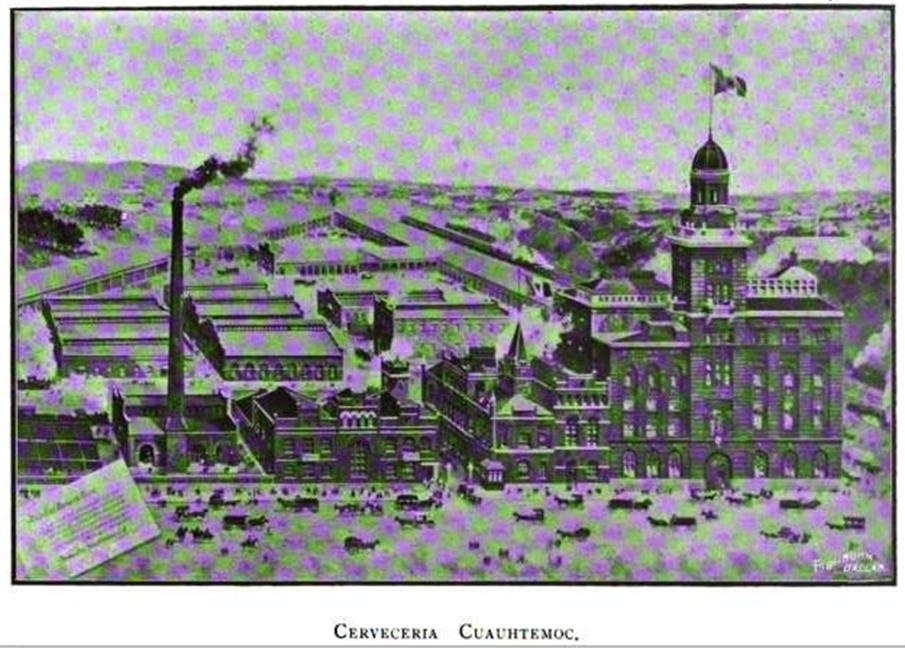
Cervecería Cuauhtémoc fundada en 1889.

Es entonces que comienza el desarrollo industrial de Monterrey y se celebra la segunda exposición industrial en 1888 con un éxito rotundo (la primera fue en 1880). Aunque Reyes no era gobernador aquel año, pues no quiso reelegirse inmediatamente después de un primer período, sus biógrafos aseguran que ejercía absoluta influencia sobre el gobernador en turno: Lázaro Garza Ayala. Reyes es elegido nuevamente como gobernador y el 4 de octubre de 1889 toma su cargo para no dejarlo sino hasta 20 años después.
En diciembre de 1889, Reyes da concesión a una empresa fundidora de acero y, en 1890, a la fundición Nuevo León Smelting. 

"Una ola de fábricas" habría de inundar a Monterrey. Textiles, refinerías, muebles, cerveza, vidrio, molinos de harina, cigarros, jabón y una infinita variedad de productos. La estabilidad del país y las facilidades otorgadas por el gobierno local propiciaron este notable incremento económico. Un factor determinante lo fue también la política de exención de impuestos a aquellas industrias que contribuyeron al bienestar público.

 .
Las dos décadas de la gubernatura de Reyes se destacaron por la prosperidad industruial en Monterrey. En 1890 se establecieron la Cervecería y la Ladrillera; en 1900, la Fundidora; en 1905, Cementos Hidalgo; en 1909, la Vidriera, etcétera. En este tiempo se construyó el palacio municipal y se negoció el acceso a la frontera intercambiando terrenos con el estado de Coahuila. Reyes pacificó el estado de asaltantes y delincuentes. Promovió la educación abriendo la escuela de derecho, la de medicina y la escuela normal para señoritas en 1896.

## La Revolución Mexicana
.

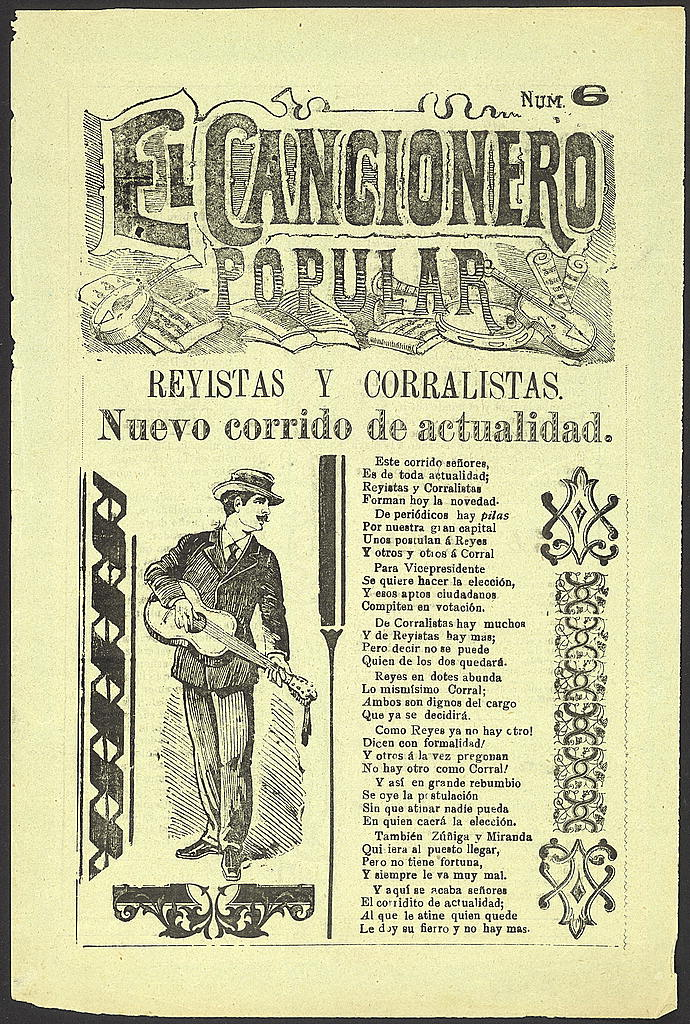
Corrido de 1909 sobe la campaña supuestamente libre y democrática elección para vicepresidente entre Bernardo Reyes y Ramón Corral y Porfirio Díaz y Francisco I. Madero para la presidencia en 1910.

El descontento con el extenso y dictatorial mandato de Porfirio Díaz era generalizado en México desde principios del siglo XX. Hacia 1900 Reyes viajó a la Ciudad de México para sustituir al ministro de Guerra. Ausente de Monterrey por dos años, los grupos antigubernamentales se hicieron notar, especialmente los que se derivaban de los alumnos de la escuela de Leyes. En 1902, de vuelta Reyes en Monterrey, a punto de cumplir con su mandato como gobernador del estado, y con el apoyo de Díaz, comenzó a hacer campaña para su reelección. La oposición, entonces, comenzó a actuar más enérgicamente. Además de las editoriales que ya durante años habían publicado, aparecieron manifiestos a favor del municipio libre y las garantías individuales a fin de no perpetuar las dictaduras e impedir la reelección.
El 2 de abril de 1903, fecha en que se solía celebrar nacionalmente el triunfo de Porfirio Díaz, se habían reunido en la plaza Zaragoza los partidarios de Reyes para escuchar el discurso del gobernador. Pero, a su vez, estaba reunida en la alameda la oposición, compuesta por la Gran Convención Electoral del Estado. Al final de la jornada el encuentro entre los dos bandos en la plaza Zaragoza fue fatal. Con 8 muertos y 70 heridos y un centenar de prominentes miembros de la convención encarcelados.
Y como siempre después de la tormenta vino la calma. Reyes tomó el poder por cuarta vez. Su popularidad en el país creció y era visto como el candidato idóneo para sustituir a Díaz. Al presentar Porfirio una vez más su candidatura como presidente, a la hora de elegir entre Reyes y Ramón Corral como Vicepresidente eligió a Ramón Corral pues la popularidad de Reyes y el reyismo suscitado a nivel nacional era visto como una amenaza para los planes de Díaz.

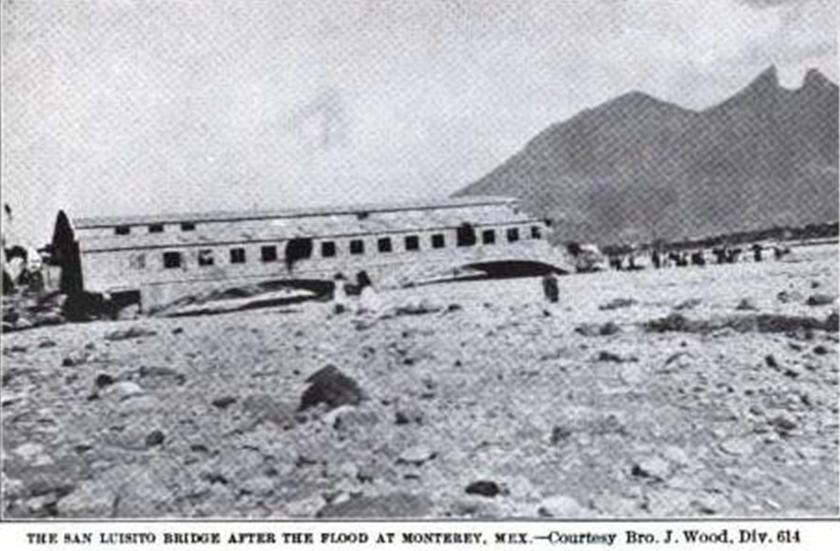
Puente San Luisito despupés de la Inundación de 1909.

Una catástrofe natural en Monterrey fue preámbulo del desastre que la Revolución mexicana significó para el régimen porfirista. El 28 de agosto de 1909 el Río Santa Catarina se desbordó, provocando el peor desastre en la historia de la ciudad. «Las víctimas se contaban por millares y los daños materiales eran incalculables.»
Unos meses más tarde Reyes fue sacado de la escena política nacional. Díaz lo envió a Europa en una supuesta misión militar.

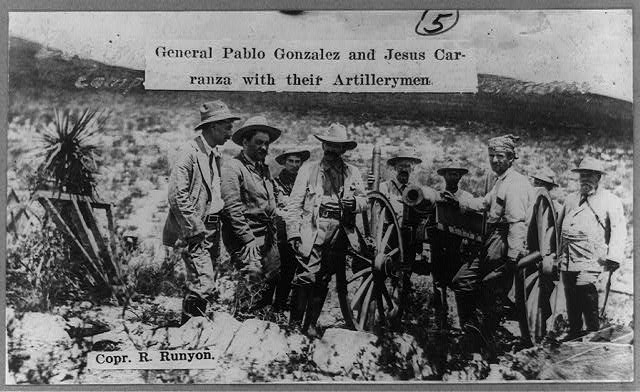
Generales Pablo González y Jesús Carranza con su artillería (1914).

El ambiente en el país estuvo revuelto las dos primeras décadas del siglo XX. Las batallas se intensificaron después de la muerte del presidente Francisco I. Madero. El descontento con el régimen de Victoriano Huerta por parte de muchos sectores del país, llevó a Venustiano Carranza a desconocer el gobierno de Huerta con el Plan de Guadalupe de 1913 y a comenzar una revolución constitucionalista.
El 23 de octubre de 1913, las fuerzas carrancistas al mando de los General Pablo González, Jesús Carranza y Antonio I. Villarreal llegaron a Monterrey. Organizados en escuadrones unos tomaron el Obispado, mientras que otros ocuparon el cuartel que se encontraba en la esquina de las calles Madero y Corona, donde se encuentra hoy la escuela Calles. Otros revolucionarios llegaron hasta la Alameda e invadieron la penitenciaría —que se encontraba en Pino Suárez, entre Arramberri y Espinoza— y, aunque los federales estaban atrincherados en los mercados Juárez y Colón y defendían la calzada Unión (Madero), las fuerzas revolucionarias lograron franquearlas y tomar la Villa de Guadalupe. Ese mismo día las fuerzas insurgentes llegaron hasta la calle de Mina, la Estación del Golfo —donde establecieron su cuartel—. Por la fundidora trataron de acercarse al palacio de Gobierno y llegaron hasta el sur del Río Santa Catarina (San Luisito).

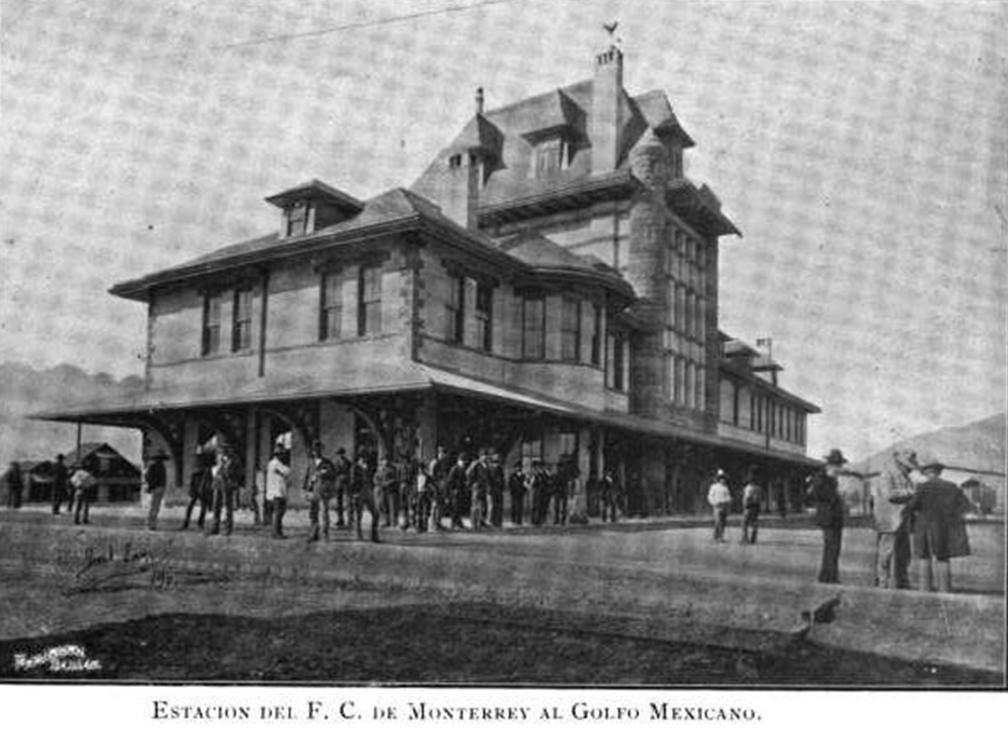
La Estación del Golfo (fotografía de 1902) fue usada como Cuartel. Actualmente (2008) es la Casa de la Cultura y Museo del Ferrocarril.

Al día siguiente las autoridades federales enviaron refuerzos para defender la ciudad y la lucha fue más violenta. Los carrancistas desde su cuartel del Golfo y la Plazuela del 21 de Marzo, intentaban acercarse al centro, mientras que, desde la calzada Madero y Zaragoza, bombardeaban el palacio de gobierno.
Los cronistas dicen que los revolucionarios que estaban en el área de la cervecería se emborracharon con el centenar de cajas de cerveza y el licor que saquearon de bodegas y cantinas y comenzaron a dar gritos que recordaban a sus ancestros comanches. De esta forma sirvieron solo de blanco para los federales quienes además recibieron nuevos refuerzos. Los revolucionarios tuvieron que ordenar la retirada.
En abril de 1914 los carrancistas intentaron nuevamente tomar la ciudad. Lograron apoderarse del Topo Chico, lugar estratégico para la vigilancia de la plaza, y el día 23, después de tomadas la Estación del Golfo y la Fundición número tres, lograron tomar la plaza principal mientras que las fuerzas federales se retiraban hacia Santa Catarina. La radio anunciaba que «las fuerzas federales tuvieron 500 bajas, entre muertos y heridos, y que les fueron capturados ocho cañones, tres automóviles y abundante armamento».

## CarrancistasyVillistas
Carranza había nombrado a Antonio I. Villarreal como gobernador del Estado y este pudo ejercer, como tal, después de la toma de la ciudad. Villareal, como otros tantos gobernantes constitucionalistas en todo el país, llevó el liberalismo al extremo de expulsar a los sacerdotes extranjeros, «fusilar» imágenes religiosas y demoler templos. Con el pretexto de ampliar la avenida Zaragoza, Villareal demolió el ex-convento de San Francisco —el edificio más antiguo que conservaba Monterrey— y junto con él desaparecieron sus obras de arte sacro y el archivo colonial.
Al año siguiente (1914), cuando Carranza visitó Monterrey, el cónsul de Estados Unidos le pidió garantías para los sacerdotes expulsados, pero no pudo conseguir nada. Villareal no daba su brazo a torcer en su política anticlerical, pero se le debe reconocer la aplicación de leyes como la de prohibir que se hiciera trabajar a la gente del pueblo a cambio de deudas contraídas.
Pero en esos años el país seguía dividido ya no entre federalistas y constitucionalistas, sino entre villistas y carrancistas. A finales de 1914, se llevó a cabo una convención en Aguascalientes en la que Villareal estaba designado para mediar entre ambos bandos, pero no logró nada.
En enero de 1915 las fuerzas Villistas lograron vencer a Villareal y apoderarse de Saltillo. Ramos Arizpe y las fuerzas carrancistas replegadas hacia Monterrey no pudieron defenderla. Monterrey vuelve a ser nuevamente capturada, esta vez por los villistas. El mismo Pancho Villa llegó a Monterrey en marzo para pedir un millón de pesos a los agremiados de la Cámara de Comercio. Estos solo pudieron reunir 250 mil.

## Gobierno Constitucionalista

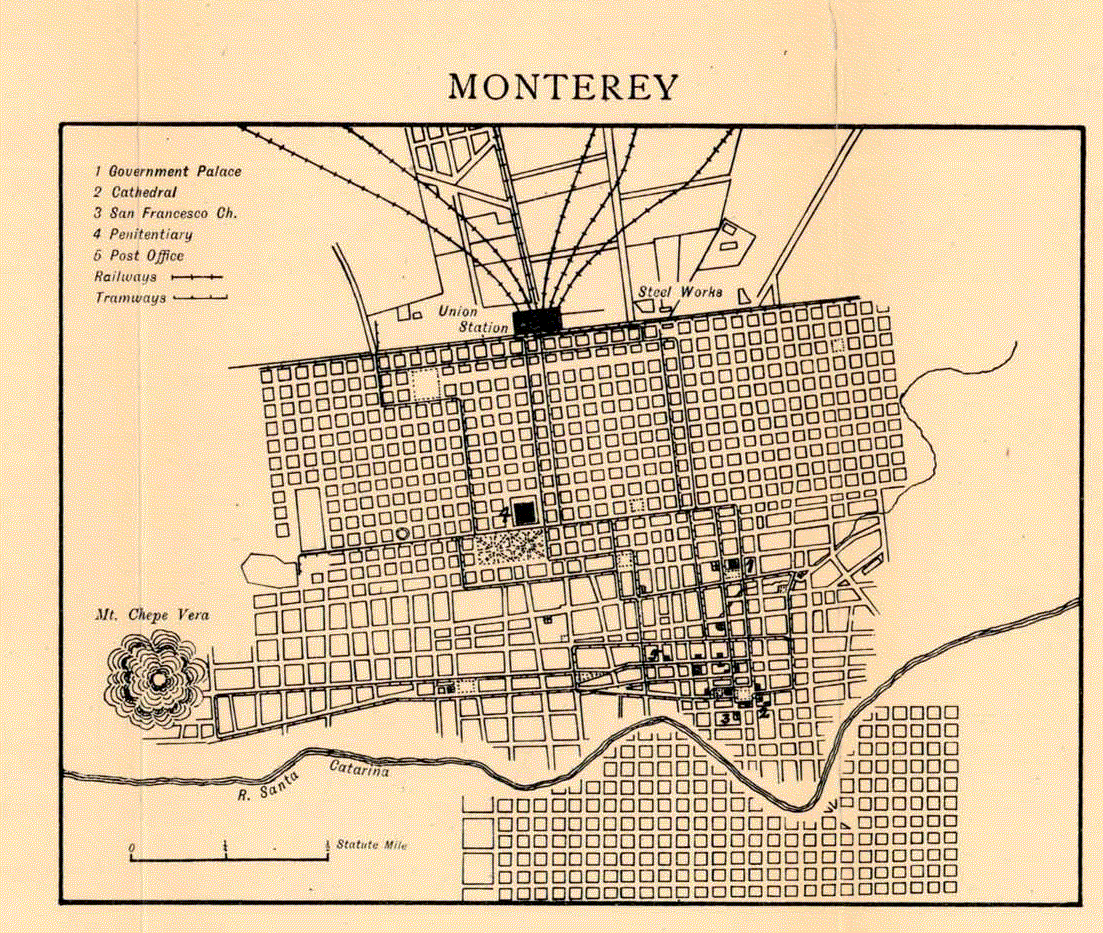
Croquis de Monterrey, 1919.

El galimatías de la revolución no solo implantó la Constitución de 1917, sino que en Monterrey y en todo el estado derivó en bandolerismo —que debió ser controlado por el primer gobierno constitucionalista de Nicéforo Zambrano — y en la influenza española que, solo en la ciudad, mató a 717 personas.
Por aquellos años hubo muchas huelgas y desacuerdos entre trabajadores y patrones de tal forma que el gobernador creó la Junta Central de Conciliación y Arbitraje en 1918. Esta época se caracteriza por luchas violentas y la inestabilidad en todos los aspectos, especialmente el gubernamental. Solo en 1923 Nuevo León tuvo 3 legislaturas y 2 gobernadores simultáneamente.
Cuando Álvaro Obregón terminó su mandato presidencial en 1924 presentó la candidatura de Plutarco Elías Calles, pero Adolfo de la Huerta repudió al gobierno y se alzó en armas. En Nuevo León tuvo muchos seguidores, entre ellos los generales Antonio I. Villarreal y Armando Flores. Esta revuelta en el norte fue sofocada por Calles quien, además, llegó a la presidencia del país el 1 de diciembre de 1924.

### Gubernatura de Aarón Sáenz
Aarón Sáenz comenzó su gubernatura en 1927 y esta fue de gran avance no solo para Monterrey sino para todo el estado. Además de las reformas a las leyes estatales sobre los impuestos, desarrolló con el apoyo de Roberto Garza Sada la industria y el comercio. En 1930 se terminó el gaseoducto Reynosa-Monterrey que proveyó de gas, no solo a las fábricas, sino también a las viviendas.
Desarrolló también la enseñanza con el apoyo del secretario de educación Moisés Sáenz Garza. Se construyó la escuela Industrial Álvaro Obregón y se edificaron escuelas monumentales como la de Fernández de Lizardi.
En su tiempo se hicieron muchas mejoras en la ciudad: se ampliaron calles, carreteras y presas.
Durante la gubernatura de Sáenz, Monterrey fue nuevamente escenario de otra revuelta, esta vez la de José Gonzalo Escobar quien, entre otros, se oponía al gobierno de Emilio Portes Gil, que había tomado la presidencia después del asesinato de Obregón. Después de atacar la ciudad, defendida por el general Rodrigo Zuriaga Pineda, y tomar la penitenciaría el 4 de marzo de 1928, forzó al personal del Banco de México a que le entregaran un millón de pesos en oro y escapó de las fuerzas federales que venían a Monterrey a combatirlo. Plutarco Elías Calles aniquiló más tarde a las tropas de Escobar en Chihuahua.

## MonterreyCiudad Metropolitana

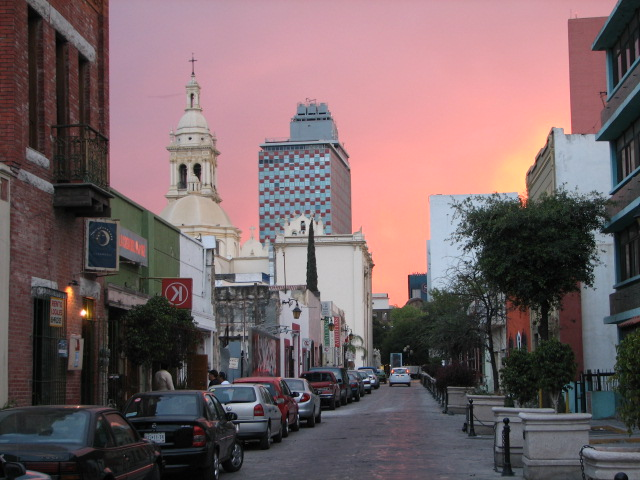
Centro de la Ciudad de Monterrey al fondo se ve el Condominio Acero de la década de los 60.

A partir de la década de los 30s la ciudad de Monterrey comienza a crecer de forma desmedida en todos los sentidos. La aparición de fábricas atrae a familias trabajadoras, primero del campo de Nuevo León y después, de estados vecinos. En 1950 Monterrey tenía 350 mil habitantes, 4 mil empresas y 90 mil trabajadores. y 10 años más tarde el número de habitantes se había prácticamente duplicado. Aparecieron también cinturones de miseria y los famosos «paracaidistas» —personas que se apoderaban de terrenos ajenos—con los problemas respectivos de falta de servicios públicos (agua, electricidad, etc.).

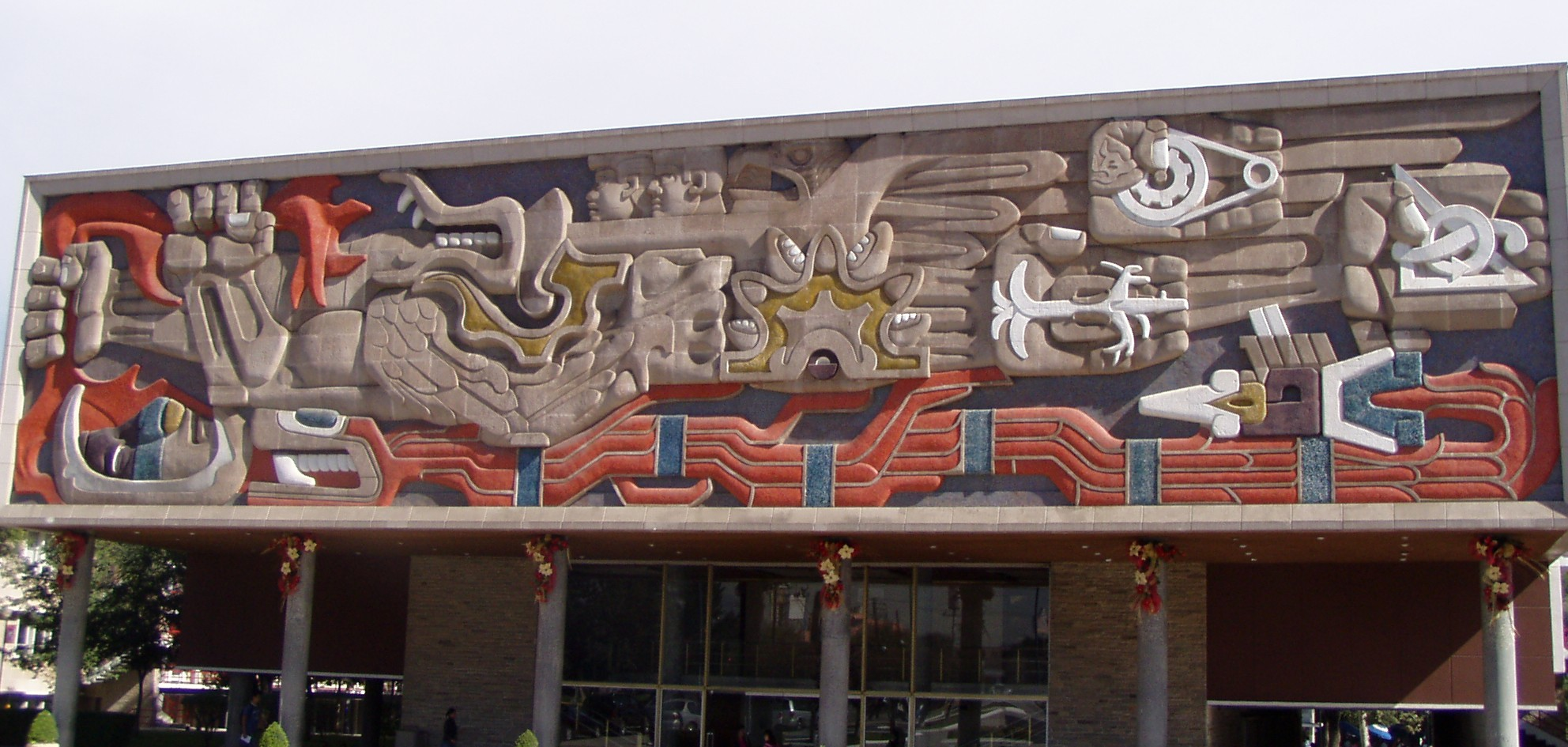
Mural de Jorge González Camarena de 1953 en la entrada principal del ITESM.

El gobierno estatal ideó las instituciones de Fomerrey y Provileon para ayudar a la gente más pobre a solucionar sus problemas de vivienda. Por la década de los 60s la ciudad comenzó a crecer también hacia arriba con la aparición de los Condominios Acero y los Apartamentos Constitución.
La zona urbana rebasó su perímetro desde 1970 y ha invadido los municipios de Guadalupe, Garza García, Santa Catarina, San Nicolás, General Escobedo, Apodaca, etc.
Otra área en la que la ciudad se desarrolló a partir de la década de los 30 fue el cultural. En 1933 se crea la Universidad Autónoma de Nuevo León (UANL) y 10 años más tarde el Instituto Tecnológico de Estudios Superiores de Monterrey (ITESM). Y poco tiempo después se edificó la Ciudad Universitaria y el Campus del Tec.

### Macroplaza

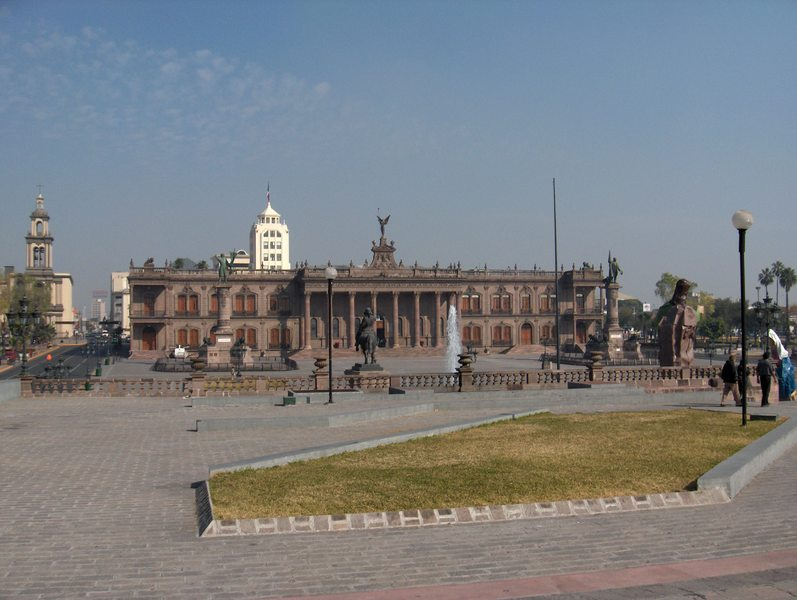
Explanada de los Héroes en un extremo de la Macroplaza. Fachada del Palacio Municipal con el edificio de correos al fondo.

El gobierno de Alfonso Martínez Domínguez en la década de los 80s dio a la ciudad de Monterrey su controversial Macroplaza, pero para ello debió demoler 427 edificios, algunos de valor histórico y artístico, en una extensión de 40 hectáreas.
Dentro del área de la Macroplaza se construyeron el Palacio Legislativo, el Teatro de la Ciudad, la Secretaría de Educación y Cultura, la Tesorería del Estado, la Torre Administrativa, la Biblioteca Central, el edificio de Infonavit, el Archivo General del Estado y el Tribunal Superior de Justicia (construido posteriormente por el gobernador Jorge A. Treviño).
La Macroplaza ostenta obra artística de Luis Sanguino: La Fuente de la Vida y las esculturas de Escobedo, Hidalgo y Morelos; de Luis Barragán, el Faro de Comercio; de Tamayo, el Homenaje al Sol. Tiene obras escultóricas de Fidias Elizondo, Federico Cantú y otros artistas. En la Explanada de los Héroes, que forma parte de la Macroplaza, se conservan los restos de algunos gobernadores de Nuevo León, entre ellos Juan Zuazua, Antonio I. Villarreal, Pablo González, J. Silvestre Arramberri y Bernardo Reyes.

### Parque Fundidora

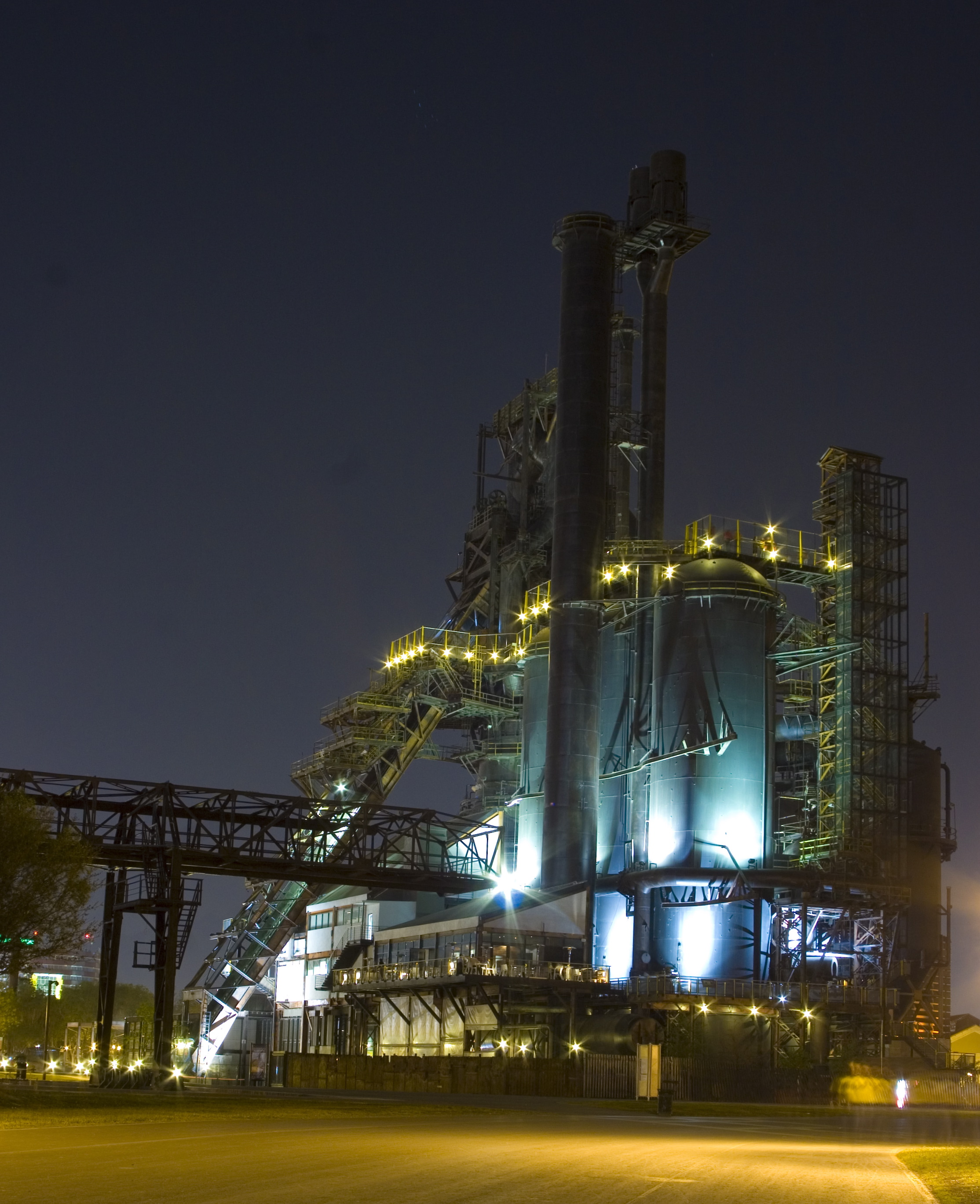
Parque Fundidora.

Durante la gubernatura de Jorge A. Treviño se obtuvo la donación federal de 114 hectáreas en lo que fuera la fundidora de acero y se creó el Parque Fundidora, y en 1991 se inauguró CINTERMEX (Centro Internacional de Negocios de México).

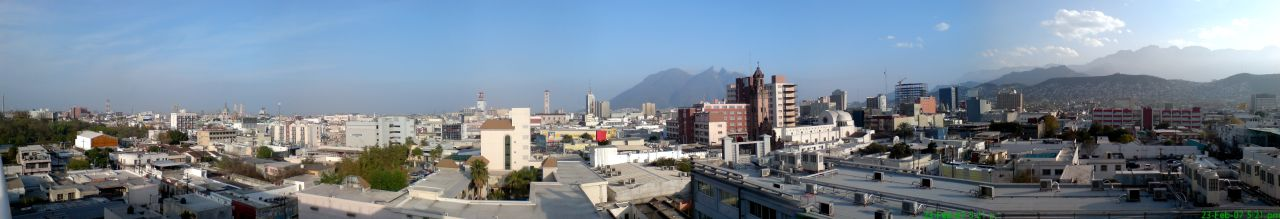
Panorámica del Centro de la Ciudad.